# Mistrovství světa v ledním hokeji 2024
Mistrovství světa v ledním hokeji mužů 2024 bylo 87. mistrovství světa v ledním hokeji pořádané Mezinárodní federací ledního hokeje. Konalo se v Česku, ve městech Praha a Ostrava. Bylo to nejnavštěvovanější MS v hokeji v historii s celkovou návštěvností 797 727 diváků.
Šampionát vyhrála reprezentace Česka, která porazila ve finálovém zápase Švýcarsko a ukončila tak čtrnáctileté čekání na titul. Poprvé v historii tak samostatný národní tým Česka zvítězil na domácím mistrovství světa. Jako nástupnická země Československa vyhrálo Česko domácí šampionát po 39 letech. 

## Výběr pořadatelské země

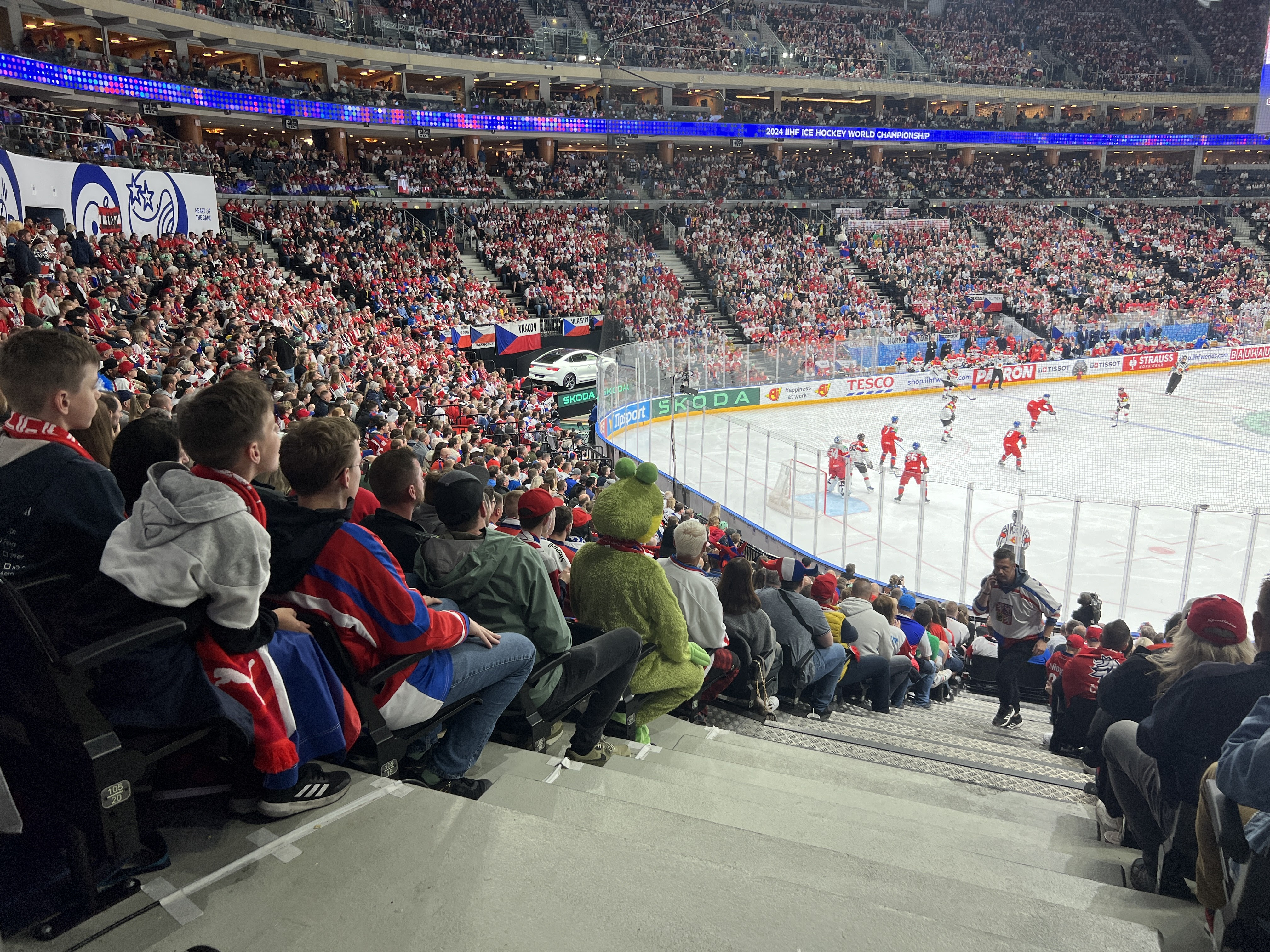
Fotografie během utkání základní skupiny MS hokeji v Praze mezi Českem a Rakouskem

Toto MS se podle dohody IIHF na Maltě konalo v Česku. Dějiště šampionátu bylo oficiálně oznámeno 24. května 2019 v Bratislavě. Podle očekávání se turnaj konal v Praze a Ostravě. Původně se předpokládalo, že se MS bude konat v Brně, neboť mělo přispět na novou hokejovou halu. Martin Urban, generální sekretář hokejového svazu, potvrdil možnost konání turnaje v Brně jen za předpokladu postavení nové haly. Předchozí MS v hokeji v roce 2023 se konalo v Lotyšsku a Finsku a v roce 2025 se bude konat ve Švédsku a Dánsku. Poslední mistrovství světa v ledním hokeji v Česku se konalo v roce 2015 také v Praze a Ostravě.

## Soupisky
Na soupisce každého týmu bylo nejméně 15 bruslařů (útočníků a obránců) a 2 brankáři, nejvýše 22 bruslařů a 3 brankáři. Všech 16 zúčastněných zemí muselo prostřednictvím potvrzení svých národních svazů předložit „dlouhý seznam“ nejpozději dva týdny před turnajem a konečnou soupisku do zasedání pasové kontroly před zahájením turnaje.
Mistrovství se účastnilo od začátku devět českých hráčů z NHL, později dorazili ještě Martin Nečas, Pavel Zacha a David Pastrňák. Další byli z české Extraligy, švýcarské National League A a švédské Svenska hockeyligan.

## Stadiony
| Praha                     | Praha Ostrava · | Ostrava                        |
| O2 arena Kapacita: 17 413 | Praha Ostrava · | Ostravar Aréna Kapacita: 9 109 |
|                           | Praha Ostrava · |                                |

## Kvalifikované týmy
Stejně jako na předchozím Mistrovství světa ve Finsku a Lotyšsku platil i na tomto mistrovství zákaz startu pro reprezentace Ruska a Běloruska.
| - Česko (hostitel) - Dánsko - Finsko - Francie - Kanada - Kazachstán - Lotyšsko | - Německo - Norsko - Rakousko - Slovensko - Švédsko - Švýcarsko - USA |

Týmy postupující z divize I A:
- Polsko
- Velká Británie

## Sponzoři
Hlavním partnerem MS 2024 byla Škoda Auto, dalšími oficiálními partnery byly:
| - AJ Produkter - Bauhaus - Betano - Coca-Cola - Liqui Moly - Nike - Patron - Pilsner Urquell - Pringles | - Raiffeisenbank - Samsung - Strauss - Tesco - Tipsport - Tissot - Viamont |

## Marketing
Maskotem se stala stejně jako při minulém českém MS 2015 dvojice králíků Bob a Bobek. Nyní měli místo červených dresů dresy modré, jejich čísla 20 a 24 odpovídající roku konání.
V souvislosti s konáním mistrovství navštívilo Česko až 300 tisíc zahraničních turistů, nejvíce z Rakouska, Německa a Slovenska. Útraty fanoušků dosáhly až 2,3 miliardy Kč.
Medaile o hmotnosti 250 gramů s broušeným sklem vyrobilo studio Kolektiv Ateliers v Novém Boru.
Celková návštěvnost činila 797 727 diváků, tím byl překonán předchozí rekord z MS 2015. Průměrná návštěvnost na jedno utkání byla také rekordních 12 464 diváků.

## Rozhodčí
16 hlavních rozhodčích a 16 čárových bylo oznámeno 9. května 2024.
| Hlavní | Čároví |
| --- | --- |
| - Michael Campbell - Mark Pearce - Martin Fraňo - Jan Hribik - Riku Brander - Lassi Heikkinen - Mikko Kaukokari - Kristian Vikman - André Schrader - Andris Ansons - Michael Tscherrig - Tomáš Hronský - Tobias Björk - Christoffer Holm - Mikael Holm - Sean MacFarlane | - Tarrington Wyonzek - Daniel Hynek - Jiří Ondráček - Josef Špůr - Lauri Nikulainen - Tim Heffner - Andreas Hofer - Dāvis Zunde - Dario Fuchs - Oto Durmis - Ludvig Lundgren - Anders Nyqvist - Emil Yletyinen - Kevin Briganti - Nick Briganti - Shane Gustafson |

## Základní skupiny
| Skupina A – Praha | Skupina B – Ostrava |
| ----------------- | ------------------- |
| Finsko            | USA                 |
| Kanada            | Německo             |
| Švýcarsko         | Švédsko             |
| Česko             | Slovensko           |
| Dánsko            | Lotyšsko            |
| Norsko            | Francie             |
| Rakousko          | Kazachstán          |
| Velká Británie    | Polsko              |

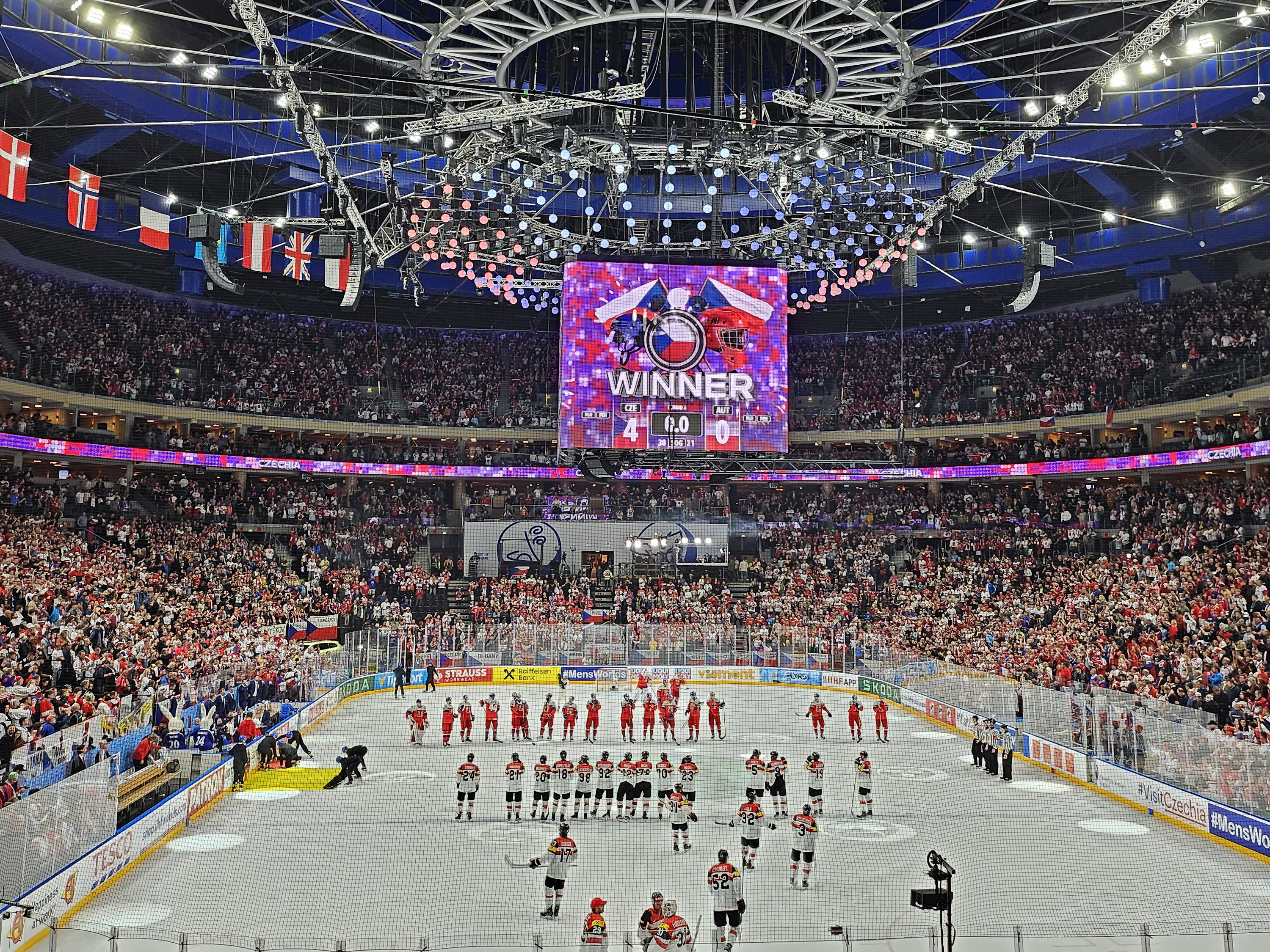
Zápas Česko vs Rakousko v O_{2} areně během MS 2024

- Rusko a Bělorusko se opět neúčastnilo MS kvůli invazi na Ukrajinu.
- Před turnajem také došlo k prohození Kanady a USA[18]

### Skupina A – Praha
|  | Týmy postupující do čtvrtfinále |
|  | Tým sestupující do Divize I     |

#### Tabulka
| Poř. | Tým            | Z | V | VP | PP | P | GV | GI | +/- | B  |
| ---- | -------------- | - | - | -- | -- | - | -- | -- | --- | -- |
| 1.   | Kanada         | 7 | 5 | 2  | 0  | 0 | 32 | 18 | +14 | 19 |
| 2.   | Švýcarsko      | 7 | 5 | 1  | 0  | 1 | 29 | 12 | +17 | 17 |
| 3.   | Česko          | 7 | 4 | 1  | 2  | 0 | 26 | 14 | +12 | 16 |
| 4.   | Finsko         | 7 | 3 | 0  | 1  | 3 | 21 | 14 | +7  | 10 |
| 5.   | Rakousko       | 7 | 2 | 0  | 1  | 4 | 21 | 29 | -8  | 7  |
| 6.   | Norsko         | 7 | 2 | 0  | 0  | 5 | 15 | 25 | -10 | 6  |
| 7.   | Dánsko         | 7 | 2 | 0  | 0  | 5 | 15 | 29 | -14 | 6  |
| 8.   | Velká Británie | 7 | 1 | 0  | 0  | 6 | 12 | 30 | -18 | 3  |

#### Zápasy
| 10. května 2024 16:20 | Švýcarsko | 5 : 2 (1:1, 3:0, 1:1) | Norsko | O2 arena, Praha Návštěvnost: 16 617 |  |

| Report | |                             |                                                                                         |                                                                               |
| Leonardo Genoni | Leonardo Genoni | Brankáři                    | Jonas Arntzen                                                                           | Rozhodčí: Riku Brander Christoffer Holm Čároví: Shane Gustafson Andreas Hofer |
| Andrighetto (Niederreiter, Loeffel) 11:04' Loeffel (Siegenthaler, Jäger) 24:12' Senteler (Josi, Simion) 28:09' Scherwey (Haas) 33:30' Niederreiter (Ambühl, Kurashev) 51:56' | Andrighetto (Niederreiter, Loeffel) 11:04' Loeffel (Siegenthaler, Jäger) 24:12' Senteler (Josi, Simion) 28:09' Scherwey (Haas) 33:30' Niederreiter (Ambühl, Kurashev) 51:56' | 1:0 1:1 2:1 3:1 4:1 5:1 5:2 | 14:53' Vikingstad (Thoresen, Johannesen) 58:56' Brandsegg-Nygård (Thoresen, Zuccarello) | Rozhodčí: Riku Brander Christoffer Holm Čároví: Shane Gustafson Andreas Hofer |
| 6 min | 6 min | Tresty                      | 6 min                                                                                   | Rozhodčí: Riku Brander Christoffer Holm Čároví: Shane Gustafson Andreas Hofer |
| 40 | 40 | Střely                      | 15                                                                                      | Rozhodčí: Riku Brander Christoffer Holm Čároví: Shane Gustafson Andreas Hofer |

| 10. května 2024 20:20 | Česko | 1 : 0 SN (0:0, 0:0, 0:0 – 0:0 – 1:0) | Finsko | O2 arena, Praha Návštěvnost: 17 413 |  |

| Report                         |                                |                                |                                   |                                                                      |
| Lukáš Dostál                   | Lukáš Dostál                   | Brankáři                       | Harri Säteri                      | Rozhodčí: Andris Ansons Mikael Holm Čároví: Nick Briganti Oto Durmis |
| O. Kaše Krejčík Palát Červenka | O. Kaše Krejčík Palát Červenka | Samostatné nájezdy 0:0 1:0 2:0 | Kaski Granlund Puljujärvi Kapanen | Rozhodčí: Andris Ansons Mikael Holm Čároví: Nick Briganti Oto Durmis |
| 8 min                          | 8 min                          | Tresty                         | 6 min                             | Rozhodčí: Andris Ansons Mikael Holm Čároví: Nick Briganti Oto Durmis |
| 28                             | 28                             | Střely                         | 21                                | Rozhodčí: Andris Ansons Mikael Holm Čároví: Nick Briganti Oto Durmis |

| 11. května 2024 12:20 | Velká Británie | 2 : 4 (1:1, 0:3, 1:0) | Kanada | O2 arena, Praha Návštěvnost: 16 935 |  |

| Report                                                       |                                                              |                         | |                                                                                   |
| Jackson Whistle                                              | Jackson Whistle                                              | Brankáři                | Joel Hofer | Rozhodčí: Christoffer Holm Kristian Vikman Čároví: Shane Gustafson Anders Nyqvist |
| Kirk (Mosey, Lake) 07:47' O'Connor (Kirk, Betteridge) 48:49' | Kirk (Mosey, Lake) 07:47' O'Connor (Kirk, Betteridge) 48:49' | 1:0 1:1 1:2 1:3 1:4 2:4 | 08:17' Bunting (Byram) 25:45' Hagel (Zellweger, Dubois) 31:39' Bedard (Bunting, Zellweger) 35:29' Bedard (Paul, Zellweger) | Rozhodčí: Christoffer Holm Kristian Vikman Čároví: Shane Gustafson Anders Nyqvist |
| 8 min                                                        | 8 min                                                        | Tresty                  | 4 min | Rozhodčí: Christoffer Holm Kristian Vikman Čároví: Shane Gustafson Anders Nyqvist |
| 15                                                           | 15                                                           | Střely                  | 34 | Rozhodčí: Christoffer Holm Kristian Vikman Čároví: Shane Gustafson Anders Nyqvist |

| 11. května 2024 16:20 | Rakousko | 1 : 5 (1:2, 0:1, 0:2) | Dánsko | O2 arena, Praha Návštěvnost: 15 719 |  |

| Report                         |                                |                         | |                                                                         |
| David Madlener                 | David Madlener                 | Brankáři                | Frederik Dichow | Rozhodčí: Mikael Holm André Schrader Čároví: Nick Briganti Daniel Hynek |
| Ganahl (Haudum, Rohrer) 19:35' | Ganahl (Haudum, Rohrer) 19:35' | 0:1 0:2 1:2 1:3 1:4 1:5 | 13:19' M. Lauridsen (Blichfeld, Russell) 16:11' Storm 38:54' Blichfeld (Wejse, O. Lauridsen) 53:44' Scheel (Bruggisser, N. Jensen) 58:57' Blichfeld (Aagaard, Russell) | Rozhodčí: Mikael Holm André Schrader Čároví: Nick Briganti Daniel Hynek |
| 12 min                         | 12 min                         | Tresty                  | 6 min | Rozhodčí: Mikael Holm André Schrader Čároví: Nick Briganti Daniel Hynek |
| 17                             | 17                             | Střely                  | 34 | Rozhodčí: Mikael Holm André Schrader Čároví: Nick Briganti Daniel Hynek |

| 11. května 2024 20:20 | Norsko | 3 : 6 (3:2, 0:1, 0:3) | Česko | O2 arena, Praha Návštěvnost: 17 413 |  |

| Report                                                                                              | |                                     | |                                                                             |
| Henrik Haukeland                                                                                    | Henrik Haukeland                                                                                    | Brankáři                            | Petr Mrázek | Rozhodčí: Tomáš Hronský Sean MacFarlane Čároví: Tim Heffner Ludvig Lundgren |
| Solberg (Thoresen, Zuccarello) 06:37' Steen (Trettenes) 12:10' Salsten (Solberg, Zuccarello) 16:32' | Solberg (Thoresen, Zuccarello) 06:37' Steen (Trettenes) 12:10' Salsten (Solberg, Zuccarello) 16:32' | 0:1 1:1 2:1 3:1 3:2 3:3 3:4 3:5 3:6 | 06:06' Červenka (Kundrátek, O. Kaše) 17:12' Červenka (Sedlák, O. Kaše) 35:54' Beránek (Kempný) 45:19' Stránský (Krejčík, Kämpf) 56:59' Hájek (Palát) 59:06' Palát (Kämpf, Voženílek, do prázdné branky) | Rozhodčí: Tomáš Hronský Sean MacFarlane Čároví: Tim Heffner Ludvig Lundgren |
| 16 min                                                                                              | 16 min                                                                                              | Tresty                              | 10 min | Rozhodčí: Tomáš Hronský Sean MacFarlane Čároví: Tim Heffner Ludvig Lundgren |
| 11                                                                                                  | 11                                                                                                  | Střely                              | 49 | Rozhodčí: Tomáš Hronský Sean MacFarlane Čároví: Tim Heffner Ludvig Lundgren |

| 12. května 2024 12:20 | Finsko | 8 : 0 (1:0, 5:0, 2:0) | Velká Británie | O2 arena, Praha Návštěvnost: 15 433 |  |

| Report | |                                 |           |                                                                        |
| Emil Larmi | Emil Larmi | Brankáři                        | Ben Bowns | Rozhodčí: Andris Ansons Mikael Holm Čároví: Oto Durmis Ludvig Lundgren |
| Kapanen (Kaski) 16:14' Puljujärvi (Kaski, Oksanen) 21:15' Innala (Granlund, Pakarinen) 24:52' Riikola (Puljujärvi, Oksanen) 32:49' Kapanen (Puljujärvi, Granlund) 36:01' Määttä (Granlund) 38:45' Lehtonen (Helenius, Granlund) 46:39' Kapanen (Määttä, Oksanen) 52:57' | Kapanen (Kaski) 16:14' Puljujärvi (Kaski, Oksanen) 21:15' Innala (Granlund, Pakarinen) 24:52' Riikola (Puljujärvi, Oksanen) 32:49' Kapanen (Puljujärvi, Granlund) 36:01' Määttä (Granlund) 38:45' Lehtonen (Helenius, Granlund) 46:39' Kapanen (Määttä, Oksanen) 52:57' | 1:0 2:0 3:0 4:0 5:0 6:0 7:0 8:0 |           | Rozhodčí: Andris Ansons Mikael Holm Čároví: Oto Durmis Ludvig Lundgren |
| 4 min | 4 min | Tresty                          | 10 min    | Rozhodčí: Andris Ansons Mikael Holm Čároví: Oto Durmis Ludvig Lundgren |
| 47 | 47 | Střely                          | 14        | Rozhodčí: Andris Ansons Mikael Holm Čároví: Oto Durmis Ludvig Lundgren |

| 12. května 2024 16:20 | Dánsko | 1 : 5 (0:2, 1:0, 0:3) | Kanada | O2 arena, Praha Návštěvnost: 16 015 |  |

| Report                        |                               |                         | |                                                                        |
| Frederik Dichow               | Frederik Dichow               | Brankáři                | Jordan Binnington | Rozhodčí: Riku Brander Tomáš Hronský Čároví: Tim Heffner Andreas Hofer |
| Wejse (Storm, Poulsen) 26:15' | Wejse (Storm, Poulsen) 26:15' | 0:1 0:2 1:2 1:3 1:4 1:5 | 02:24' Bedard (Bunting, Guhle) 15:25' Cozens (Tavares, Byram) 41:52' Bedard (Guenther) 58:00' Mercer (McBain, Tanev, do prázdné branky) 59:39' Dubois (Bedard, Zellweger) | Rozhodčí: Riku Brander Tomáš Hronský Čároví: Tim Heffner Andreas Hofer |
| 12 min                        | 12 min                        | Tresty                  | 12 min | Rozhodčí: Riku Brander Tomáš Hronský Čároví: Tim Heffner Andreas Hofer |
| 20                            | 20                            | Střely                  | 42 | Rozhodčí: Riku Brander Tomáš Hronský Čároví: Tim Heffner Andreas Hofer |

| 12. května 2024 20:20 | Rakousko | 5 : 6 (2:1, 2:3, 1:2) | Švýcarsko | O2 arena, Praha Návštěvnost: 13 512 |  |

| Report | |                                             | |                                                                                  |
| David Kickert | David Kickert | Brankáři                                    | Reto Berra (od 41. minuty Akira Schmid) | Rozhodčí: Sean MacFarlane Kristian Vikman Čároví: Shane Gustafson Anders Nyqvist |
| Unterweger (Rossi) 04:15' Huber (Rohrer) 14:33' Haudum (Zwerger, Unterweger) 21:48' Haudum (Unterweger, Huber) 34:45' Baumgartner (Maier, Strong) 52:17' | Unterweger (Rossi) 04:15' Huber (Rohrer) 14:33' Haudum (Zwerger, Unterweger) 21:48' Haudum (Unterweger, Huber) 34:45' Baumgartner (Maier, Strong) 52:17' | 1:0 2:0 2:1 3:1 3:2 3:3 3:4 4:4 4:5 5:5 5:6 | 15:48' Josi (Loeffel, Ambühl) 22:26' Hischier (Josi, Loeffel) 29:30' Josi (Ambühl, Hischier) 29:43' Jäger (Andrighetto, Kukan) 40:43' Hischier (Kurashev, Niederreiter) 59:09' Hischier (Josi, Ambühl) | Rozhodčí: Sean MacFarlane Kristian Vikman Čároví: Shane Gustafson Anders Nyqvist |
| 12 min | 12 min | Tresty                                      | 6 min | Rozhodčí: Sean MacFarlane Kristian Vikman Čároví: Shane Gustafson Anders Nyqvist |
| 18 | 18 | Střely                                      | 36 | Rozhodčí: Sean MacFarlane Kristian Vikman Čároví: Shane Gustafson Anders Nyqvist |

| 13. května 2024 16:20 | Norsko | 1 : 4 (0:2, 1:2, 0:0) | Finsko | O2 arena, Praha Návštěvnost: 16 127 |  |

| Report                       |                              |                     | |                                                                               |
| Jonas Arntzen                | Jonas Arntzen                | Brankáři            | Harri Säteri                                                                                             | Rozhodčí: Christoffer Holm Tomáš Hronský Čároví: Daniel Hynek Ludvig Lundgren |
| Krogdahl (Johannesen) 38:47' | Krogdahl (Johannesen) 38:47' | 0:1 0:2 0:3 0:4 1:4 | 06:49' Kapanen (Kaski) 17:56' Hyry (Kaski, Innala) 20:27' Hyry (Jääskä, Innala) 30:59' Kapanen (Oksanen) | Rozhodčí: Christoffer Holm Tomáš Hronský Čároví: Daniel Hynek Ludvig Lundgren |
| 10 min                       | 10 min                       | Tresty              | 4 min | Rozhodčí: Christoffer Holm Tomáš Hronský Čároví: Daniel Hynek Ludvig Lundgren |
| 14                           | 14                           | Střely              | 42 | Rozhodčí: Christoffer Holm Tomáš Hronský Čároví: Daniel Hynek Ludvig Lundgren |

| 13. května 2024 20:20 | Švýcarsko | 2 : 1 SN (1:0, 0:1, 0:0 – 0:0 – 1:0) | Česko | O2 arena, Praha Návštěvnost: 17 413 |  |

| Report                                                                |                                                                       |                                                |                                                                           |                                                                          |
| Leonardo Genoni                                                       | Leonardo Genoni                                                       | Brankáři                                       | Lukáš Dostál                                                              | Rozhodčí: Andris Ansons André Schrader Čároví: Oto Durmis Anders Nyqvist |
| Fiala (Hischier, Josi) 13:36' Andrighetto Fiala Kurashev Loeffel Josi | Fiala (Hischier, Josi) 13:36' Andrighetto Fiala Kurashev Loeffel Josi | 1:0 1:1 Samostatné nájezdy 0:0 1:0 1:1 2:1 2:1 | 35:57' Stránský (Špaček, Červenka) O. Kaše Stránský Tomášek Červenka Flek | Rozhodčí: Andris Ansons André Schrader Čároví: Oto Durmis Anders Nyqvist |
| 10 min                                                                | 10 min                                                                | Tresty                                         | 12 min                                                                    | Rozhodčí: Andris Ansons André Schrader Čároví: Oto Durmis Anders Nyqvist |
| 27                                                                    | 27                                                                    | Střely                                         | 24                                                                        | Rozhodčí: Andris Ansons André Schrader Čároví: Oto Durmis Anders Nyqvist |

| 14. května 2024 16:20 | Dánsko | 0 : 2 (0:0, 0:1, 0:1) | Norsko | O2 arena, Praha Návštěvnost: 10 011 |  |

| Report           |                  |          |                                                                                   |                                                                                  |
| Henrik Haukeland | Henrik Haukeland | Brankáři | Frederik Dichow                                                                   | Rozhodčí: Mikko Kaukokari Sean MacFarlane Čároví: Kevin Briganti Shane Gustafson |
|                  |                  | 0:1 0:2  | 27:45' Brandsegg-Nygård (Zuccarello, Thoresen) 59:49' Salsten (do prázdné branky) | Rozhodčí: Mikko Kaukokari Sean MacFarlane Čároví: Kevin Briganti Shane Gustafson |
| 4 min            | 4 min            | Tresty   | 6 min                                                                             | Rozhodčí: Mikko Kaukokari Sean MacFarlane Čároví: Kevin Briganti Shane Gustafson |
| 24               | 24               | Střely   | 29                                                                                | Rozhodčí: Mikko Kaukokari Sean MacFarlane Čároví: Kevin Briganti Shane Gustafson |

| 14. května 2024 20:20 | Kanada | 7 : 6 PP (3:1, 3:0, 0:5 – 1:0) | Rakousko | O2 arena, Praha Návštěvnost: 14 704 |  |

| Report | |                                                     | |                                                                          |
| Jordan Binnington | Jordan Binnington | Brankáři                                            | David Madlener | Rozhodčí: Andris Ansons Lassi Heikkinen Čároví: Daniel Hynek Dāvis Zunde |
| Cozens (Mangiapane, Guhle) 06:34' Guhle (Tavares, Hagel) 09:21' Byram (Zellweger) 13:29' McCann (Bunting) 22:57' Bedard (Guenther, Parayko) 29:32' Dubois (Hagel, Power) 37:56' Tavares (Dubois, Parayko) 60:15' | Cozens (Mangiapane, Guhle) 06:34' Guhle (Tavares, Hagel) 09:21' Byram (Zellweger) 13:29' McCann (Bunting) 22:57' Bedard (Guenther, Parayko) 29:32' Dubois (Hagel, Power) 37:56' Tavares (Dubois, Parayko) 60:15' | 1:0 2:0 2:1 3:1 4:1 5:1 6:1 6:2 6:3 6:4 6:5 6:6 7:6 | 10:11' Nissner (Huber, Raffl) 43:14' Baumgartner (Schneider) 44:08' Schneider (Zwerger, Wolf) 50:41' Zwerger (Nickl) 55:56' Schneider (Zwerger, Rossi) 59:11' Rossi | Rozhodčí: Andris Ansons Lassi Heikkinen Čároví: Daniel Hynek Dāvis Zunde |
| 4 min | 4 min | Tresty                                              | 4 min | Rozhodčí: Andris Ansons Lassi Heikkinen Čároví: Daniel Hynek Dāvis Zunde |
| 49 | 49 | Střely                                              | 21 | Rozhodčí: Andris Ansons Lassi Heikkinen Čároví: Daniel Hynek Dāvis Zunde |

| 15. května 2024 16:20 | Česko | 7 : 4 (1:1, 2:1, 4:2) | Dánsko | O2 arena, Praha Návštěvnost: 17 413 |  |

| Report | |                                             | |                                                                              |
| Lukáš Dostál | Lukáš Dostál | Brankáři                                    | Frederik Dichow | Rozhodčí: Tomáš Hronský André Schrader Čároví: Kevin Briganti Anders Nyqvist |
| Rutta (Kämpf) 19:52' Flek (Kondelík, Voženílek) 22:50' Sedlák (O. Kaše, Červenka) 24:29' Kundrátek (Tomášek, Krejčík) 46:16' Kubalík (Tomášek, Palát) 51:10' Stránský (Kämpf, Voženílek) 51:30' Palát (Kempný) 53:08' | Rutta (Kämpf) 19:52' Flek (Kondelík, Voženílek) 22:50' Sedlák (O. Kaše, Červenka) 24:29' Kundrátek (Tomášek, Krejčík) 46:16' Kubalík (Tomášek, Palát) 51:10' Stránský (Kämpf, Voženílek) 51:30' Palát (Kempný) 53:08' | 0:1 1:1 2:1 3:1 3:2 3:3 4:3 5:3 6:3 6:4 7:4 | 18:54' Wejse (Blichfeld, Bruggisser) 39:36' Russell (N. Jensen, Bruggisser) 44:43' Mølgaard (Lauridsen, Lassen) 51:51' From (Scheel, Wejse) | Rozhodčí: Tomáš Hronský André Schrader Čároví: Kevin Briganti Anders Nyqvist |
| 6 min | 6 min | Tresty                                      | 6 min | Rozhodčí: Tomáš Hronský André Schrader Čároví: Kevin Briganti Anders Nyqvist |
| 39 | 39 | Střely                                      | 18 | Rozhodčí: Tomáš Hronský André Schrader Čároví: Kevin Briganti Anders Nyqvist |

| 15. května 2024 20:20 | Švýcarsko | 3 : 0 (2:0, 1:0, 0:0) | Velká Británie | O2 arena, Praha Návštěvnost: 15 239 |  |

| Report                                                                                              | |             |                 |                                                                             |
| Akira Schmid                                                                                        | Akira Schmid                                                                                        | Brankáři    | Jackson Whistle | Rozhodčí: Andris Ansons Lassi Heikkinen Čároví: Tim Heffner Ludvig Lundgren |
| Hischier (Josi, Fiala) 03:48' Kukan (Siegenthaler, Herzog) 13:36' Niederreiter (Fiala, Josi) 38:36' | Hischier (Josi, Fiala) 03:48' Kukan (Siegenthaler, Herzog) 13:36' Niederreiter (Fiala, Josi) 38:36' | 1:0 2:0 3:0 |                 | Rozhodčí: Andris Ansons Lassi Heikkinen Čároví: Tim Heffner Ludvig Lundgren |
| 10 min                                                                                              | 10 min                                                                                              | Tresty      | 10 min          | Rozhodčí: Andris Ansons Lassi Heikkinen Čároví: Tim Heffner Ludvig Lundgren |
| 30                                                                                                  | 30                                                                                                  | Střely      | 15              | Rozhodčí: Andris Ansons Lassi Heikkinen Čároví: Tim Heffner Ludvig Lundgren |

| 16. května 2024 16:20 | Finsko | 2 : 3 (2:0, 0:1, 0:2) | Rakousko | O2 arena, Praha Návštěvnost: 15 387 |  |

| Report                                                                    |                                                                           |                     |                                                                                                 |                                                                                 |
| Harri Säteri                                                              | Harri Säteri                                                              | Brankáři            | David Kickert                                                                                   | Rozhodčí: Tobias Björk Michael Tscherrig Čároví: Tarrington Wyonzek Dāvis Zunde |
| Mäenalanen (Pakarinen, Vittasmäki) 02:51' Kapanen (Riikola, Kaski) 08:06' | Mäenalanen (Pakarinen, Vittasmäki) 02:51' Kapanen (Riikola, Kaski) 08:06' | 1:0 2:0 2:1 2:2 2:3 | 23:36' Huber (Raffl, Nissner) 49:51' Nickl (Nissner, Huber) 59:59' Baumgartner (Haudum, Ganahl) | Rozhodčí: Tobias Björk Michael Tscherrig Čároví: Tarrington Wyonzek Dāvis Zunde |
| 6 min                                                                     | 6 min                                                                     | Tresty              | 6 min                                                                                           | Rozhodčí: Tobias Björk Michael Tscherrig Čároví: Tarrington Wyonzek Dāvis Zunde |
| 32                                                                        | 32                                                                        | Střely              | 20                                                                                              | Rozhodčí: Tobias Björk Michael Tscherrig Čároví: Tarrington Wyonzek Dāvis Zunde |

| 16. května 2024 20:20 | Kanada | 4 : 1 (1:0, 1:0, 2:1) | Norsko | O2 arena, Praha Návštěvnost: 16 418 |  |

| Report | |                     |                                 |                                                                                |
| Nicolas Daws | Nicolas Daws | Brankáři            | Henrik Haukeland                | Rozhodčí: Mikko Kaukokari André Schrader Čároví: Daniel Hynek Lauri Nikulainen |
| Tanev (Guhle, McBain) 11:50' Mangiapane (Byram, Oleksiak) 22:16' Cozens 46:37' McCann (Daws, Oleksiak, do prázdné branky) 58:30' | Tanev (Guhle, McBain) 11:50' Mangiapane (Byram, Oleksiak) 22:16' Cozens 46:37' McCann (Daws, Oleksiak, do prázdné branky) 58:30' | 1:0 2:0 2:1 3:1 4:1 | 42:47' Solberg (Salsten, Steen) | Rozhodčí: Mikko Kaukokari André Schrader Čároví: Daniel Hynek Lauri Nikulainen |
| 6 min | 6 min | Tresty              | 6 min                           | Rozhodčí: Mikko Kaukokari André Schrader Čároví: Daniel Hynek Lauri Nikulainen |
| 33 | 33 | Střely              | 6                               | Rozhodčí: Mikko Kaukokari André Schrader Čároví: Daniel Hynek Lauri Nikulainen |

| 17. května 2024 16:20 | Velká Británie | 3 : 4 (2:2, 1:1, 0:1) | Dánsko | O2 arena, Praha Návštěvnost: 16 277 |  |

| Report                                                                                       |                                                                                              |                             | |                                                                                  |
| Jackson Whistle                                                                              | Jackson Whistle                                                                              | Brankáři                    | Frederik Dichow | Rozhodčí: Tobias Björk Sean MacFarlane Čároví: Kevin Briganti Tarrington Wyonzek |
| Kirk (Curran, Ruopp) 05:25' Neilson (Mosey, Lake) 10:34' Halbert (Lachowicz, Perlini) 38:34' | Kirk (Curran, Ruopp) 05:25' Neilson (Mosey, Lake) 10:34' Halbert (Lachowicz, Perlini) 38:34' | 1:0 1:1 1:2 2:2 2:3 3:3 3:4 | 06:26' Aagaard (Mølgaard, Olesen) 08:25' Bruggisser (Olesen, Wejse) 21:42' Aagaard (Olesen, Mølgaard) 52:01' Wejse (Blichfeld, Bruggisser) | Rozhodčí: Tobias Björk Sean MacFarlane Čároví: Kevin Briganti Tarrington Wyonzek |
| 14 min                                                                                       | 14 min                                                                                       | Tresty                      | 12 min | Rozhodčí: Tobias Björk Sean MacFarlane Čároví: Kevin Briganti Tarrington Wyonzek |
| 31                                                                                           | 31                                                                                           | Střely                      | 28 | Rozhodčí: Tobias Björk Sean MacFarlane Čároví: Kevin Briganti Tarrington Wyonzek |

| 17. května 2024 20:20 | Česko | 4 : 0 (1:0, 2:0, 1:0) | Rakousko | O2 arena, Praha Návštěvnost: 17 413 |  |

| Report | |                 |                |                                                                                |
| Petr Mrázek                                                                                                 | Petr Mrázek                                                                                                 | Brankáři        | David Madlener | Rozhodčí: Lassi Heikkinen Mikko Kaukokari Čároví: Tim Heffner Lauri Nikulainen |
| O. Kaše (TS) 19:32' Kubalík (Tomášek, Špaček) 35:49' Flek (Stránský) 36:53' Tomášek (Palát, Kubalík) 41:31' | O. Kaše (TS) 19:32' Kubalík (Tomášek, Špaček) 35:49' Flek (Stránský) 36:53' Tomášek (Palát, Kubalík) 41:31' | 1:0 2:0 3:0 4:0 |                | Rozhodčí: Lassi Heikkinen Mikko Kaukokari Čároví: Tim Heffner Lauri Nikulainen |
| 6 min | 6 min | Tresty          | 6 min          | Rozhodčí: Lassi Heikkinen Mikko Kaukokari Čároví: Tim Heffner Lauri Nikulainen |
| 30 | 30 | Střely          | 21             | Rozhodčí: Lassi Heikkinen Mikko Kaukokari Čároví: Tim Heffner Lauri Nikulainen |

| 18. května 2024 12:20 | Dánsko | 0 : 8 (0:2, 0:3, 0:3) | Švýcarsko | O2 arena, Praha Návštěvnost: 17 225 |  |

| Report                                          |                                                 |                                 | |                                                                              |
| Frederik Dichow (od 41. minuty Mathias Seldrup) | Frederik Dichow (od 41. minuty Mathias Seldrup) | Brankáři                        | Leonardo Genoni | Rozhodčí: Jan Hribik Mikko Kaukokari Čároví: Daniel Hynek Tarrington Wyonzek |
|                                                 |                                                 | 0:1 0:2 0:3 0:4 0:5 0:6 0:7 0:8 | 04:10' Hischier (Fiala, Josi) 17:15' Josi 20:39' Fiala (Ambühl, Hischier) 23:58' Fiala (Hischier) 33:43' Senteler (Simion) 42:49' Thürkauf 45:26' Bertschy (Scherwey, Thürkauf) 54:18' Scherwey (Bertschy, Kukan) | Rozhodčí: Jan Hribik Mikko Kaukokari Čároví: Daniel Hynek Tarrington Wyonzek |
| 10 min                                          | 10 min                                          | Tresty                          | 4 min | Rozhodčí: Jan Hribik Mikko Kaukokari Čároví: Daniel Hynek Tarrington Wyonzek |
| 17                                              | 17                                              | Střely                          | 29 | Rozhodčí: Jan Hribik Mikko Kaukokari Čároví: Daniel Hynek Tarrington Wyonzek |

| 18. května 2024 16:20 | Kanada | 5 : 3 (2:2, 1:1, 2:0) | Finsko | O2 arena, Praha Návštěvnost: 17 303 |  |

| Report | |                                 | |                                                                             |
| Jordan Binnington | Jordan Binnington | Brankáři                        | Harri Säteri | Rozhodčí: Sean MacFarlane André Schrader Čároví: Emil Yletyinen Dāvis Zunde |
| Cozens (Mangiapane, Power) 14:53' Tanev (Tavares) 16:30' Power (Cozens, Parayko) 37:12' Hagel (Tavares, Dubois) 51:32' Mercer (Power, do prázdné branky) 59:39' | Cozens (Mangiapane, Power) 14:53' Tanev (Tavares) 16:30' Power (Cozens, Parayko) 37:12' Hagel (Tavares, Dubois) 51:32' Mercer (Power, do prázdné branky) 59:39' | 0:1 0:2 1:2 2:2 2:3 3:3 4:3 5:3 | 01:35' Puljujärvi (Rissanen, Innala) 03:51' Puustinen (Hyry, Saarijärvi) 36:07' Puljujärvi (Vittasmäki, Mäenalanen) | Rozhodčí: Sean MacFarlane André Schrader Čároví: Emil Yletyinen Dāvis Zunde |
| 31 min | 31 min | Tresty                          | 8 min | Rozhodčí: Sean MacFarlane André Schrader Čároví: Emil Yletyinen Dāvis Zunde |
| 22 | 22 | Střely                          | 32 | Rozhodčí: Sean MacFarlane André Schrader Čároví: Emil Yletyinen Dāvis Zunde |

| 18. května 2024 20:20 | Česko | 4 : 1 (2:0, 2:1, 0:0) | Velká Británie | O2 arena, Praha Návštěvnost: 17 413 |  |

| Report | |                     |                               |                                                                              |
| Lukáš Dostál | Lukáš Dostál | Brankáři            | Ben Bowns                     | Rozhodčí: Mark Pearce Michael Tscherrig Čároví: Dario Fuchs Lauri Nikulainen |
| Sedlák (Červenka, Krejčík) 02:18' Krejčík (Gudas, Červenka) 04:46' Sedlák (Červenka, O. Kaše) 20:36' O. Kaše (Sedlák, Červenka) 32:15' | Sedlák (Červenka, Krejčík) 02:18' Krejčík (Gudas, Červenka) 04:46' Sedlák (Červenka, O. Kaše) 20:36' O. Kaše (Sedlák, Červenka) 32:15' | 1:0 2:0 3:0 3:1 4:1 | 22:17' Mosey (Kirk, O'Connor) | Rozhodčí: Mark Pearce Michael Tscherrig Čároví: Dario Fuchs Lauri Nikulainen |
| 10 min | 10 min | Tresty              | 4 min                         | Rozhodčí: Mark Pearce Michael Tscherrig Čároví: Dario Fuchs Lauri Nikulainen |
| 45 | 45 | Střely              | 15                            | Rozhodčí: Mark Pearce Michael Tscherrig Čároví: Dario Fuchs Lauri Nikulainen |

| 19. května 2024 16:20 | Norsko | 1 : 4 (0:0, 0:3, 1:1) | Rakousko | O2 arena, Praha Návštěvnost: 16 565 |  |

| Report                         |                                |                     | |                                                                             |
| Henrik Haukeland               | Henrik Haukeland               | Brankáři            | David Kickert | Rozhodčí: Tobias Björk Michael Tscherrig Čároví: Dario Fuchs Emil Yletyinen |
| Engebraten (Zuccarello) 53:04' | Engebraten (Zuccarello) 53:04' | 0:1 0:2 0:3 1:3 1:4 | Schneider (Heinrich, Rossi) 28:14' Zwerger (Schneider, Rossi) 28:54' Schneider (Rossi, Brunner) 33:53' Huber (Zwerger) 57:24' | Rozhodčí: Tobias Björk Michael Tscherrig Čároví: Dario Fuchs Emil Yletyinen |
| 12 min                         | 12 min                         | Tresty              | 10 min | Rozhodčí: Tobias Björk Michael Tscherrig Čároví: Dario Fuchs Emil Yletyinen |
| 27                             | 27                             | Střely              | 27 | Rozhodčí: Tobias Björk Michael Tscherrig Čároví: Dario Fuchs Emil Yletyinen |

| 19. května 2024 20:20 | Švýcarsko | 2 : 3 (1:1, 1:2, 0:0) | Kanada | O2 arena, Praha Návštěvnost: 17 268 |  |

| Report                                                        |                                                               |                     | |                                                                              |
| Leonardo Genoni                                               | Leonardo Genoni                                               | Brankáři            | Jordan Binnington                                                                                        | Rozhodčí: Lassi Heikkinen Jan Hribik Čároví: Kevin Briganti Lauri Nikulainen |
| 11:15' Fiala (Hischier, Josi) 25:03' Loeffel (Thürkauf, Fora) | 11:15' Fiala (Hischier, Josi) 25:03' Loeffel (Thürkauf, Fora) | 0:1 1:1 2:1 2:2 2:3 | Cozens (Tavares, Mangiapane) 01:42' Cozens (Mangiapane, Tavares) 28:46' Paul (Mangiapane, Cozens) 30:39' | Rozhodčí: Lassi Heikkinen Jan Hribik Čároví: Kevin Briganti Lauri Nikulainen |
| 31 min                                                        | 31 min                                                        | Tresty              | 12 min                                                                                                   | Rozhodčí: Lassi Heikkinen Jan Hribik Čároví: Kevin Briganti Lauri Nikulainen |
| 22                                                            | 22                                                            | Střely              | 23 | Rozhodčí: Lassi Heikkinen Jan Hribik Čároví: Kevin Briganti Lauri Nikulainen |

| 20. května 2024 16:20 | Velká Británie | 2 : 5 (0:3, 1:1, 1:1) | Norsko | O2 arena, Praha Návštěvnost: 13 679 |  |

| Report                                                          |                                                                 |                             | |                                                                      |
| Jackson Whistle                                                 | Jackson Whistle                                                 | Brankáři                    | Henrik Haukeland | Rozhodčí: Martin Fraňo Mark Pearce Čároví: Jiří Ondráček Dāvis Zunde |
| 04:34' Perlini (Dowd, O'Connor) 47:25' Betteridge (Lake, Mosey) | 04:34' Perlini (Dowd, O'Connor) 47:25' Betteridge (Lake, Mosey) | 0:1 0:2 0:3 0:4 1:4 1:5 2:5 | Vikingstad (Krogdahl, Engebråten) 04:34' Thoresen 06:46' Olsen (Steenl, Brandsegg-Nygård) 12:25' Brandsegg-Nygård (Thoresen, Zuccarello) 21:18' Olsen (Brandsegg-Nygård) 44:36' | Rozhodčí: Martin Fraňo Mark Pearce Čároví: Jiří Ondráček Dāvis Zunde |
| 12 min                                                          | 12 min                                                          | Tresty                      | 6 min | Rozhodčí: Martin Fraňo Mark Pearce Čároví: Jiří Ondráček Dāvis Zunde |
| 25                                                              | 25                                                              | Střely                      | 42 | Rozhodčí: Martin Fraňo Mark Pearce Čároví: Jiří Ondráček Dāvis Zunde |

| 20. května 2024 20:20 | Finsko | 3 : 1 (0:0, 0.0, 3:1) | Dánsko | O2 arena, Praha Návštěvnost: 16 251 |  |

| Report                                                             |                                                                    |                 |                                 |                                                                             |
| Emil Larmi                                                         | Emil Larmi                                                         | Brankáři        | Mathias Seldrup                 | Rozhodčí: Michael Campbell Michael Tscherrig Čároví: Dario Fuchs Josef Špůr |
| 43:26' Björninen (Mattila, Määttä) 45:03' Rissanen 59:07' Jormakka | 43:26' Björninen (Mattila, Määttä) 45:03' Rissanen 59:07' Jormakka | 1:0 2:0 2:1 3:1 | True (Mølgaard, Russell) 58:16' | Rozhodčí: Michael Campbell Michael Tscherrig Čároví: Dario Fuchs Josef Špůr |
| 4 min                                                              | 4 min                                                              | Tresty          | 8 min                           | Rozhodčí: Michael Campbell Michael Tscherrig Čároví: Dario Fuchs Josef Špůr |
| 35                                                                 | 35                                                                 | Střely          | 22                              | Rozhodčí: Michael Campbell Michael Tscherrig Čároví: Dario Fuchs Josef Špůr |

| 21. května 2024 12:20 | Rakousko | 2 : 4 (0:0, 1:1, 1:3) | Velká Británie | O2 arena, Praha Návštěvnost: 16 306 |  |

| Report                                                             |                                                                    |                         | |                                                                   |
| David Kickert                                                      | David Kickert                                                      | Brankáři                | Ben Bowns | Rozhodčí: Jan Hribik Mark Pearce Čároví: Jiří Ondráček Josef Špůr |
| 22:40' Unterweger (Zwerger, Haudum) 59:15' Huber (Haudum, Zwerger) | 22:40' Unterweger (Zwerger, Haudum) 59:15' Huber (Haudum, Zwerger) | 1:0 1:1 1:2 1:3 1:4 2:4 | O'Connor (Lake) 27:44' Perlini (Dowd, Ben O'Connor) 41:59' Mosey (Duggan, Tetlow) 50:25' Dowd (Perlini) 55:31' | Rozhodčí: Jan Hribik Mark Pearce Čároví: Jiří Ondráček Josef Špůr |
| 8 min                                                              | 8 min                                                              | Tresty                  | 10 min | Rozhodčí: Jan Hribik Mark Pearce Čároví: Jiří Ondráček Josef Špůr |
| 28                                                                 | 28                                                                 | Střely                  | 32 | Rozhodčí: Jan Hribik Mark Pearce Čároví: Jiří Ondráček Josef Špůr |

| 21. května 2024 16:20 | Kanada | 4 : 3 PP (0:0, 0:0, 3:3 – 1:0) | Česko | O2 arena, Praha Návštěvnost: 17 413 |  |

| Report                                                                                            |                                                                                                   |                             |                                                                                                |                                                                              |
| Jordan Binnington                                                                                 | Jordan Binnington                                                                                 | Brankáři                    | Lukáš Dostál                                                                                   | Rozhodčí: Tobias Björk Mikko Kaukokari Čároví: Kevin Briganti Emil Yletyinen |
| 41:01' Cozens (Power, Paul) 51:01' Mercer (Severson) 55:42' Hagel (Tavares, Dubois) 63:13' Cozens | 41:01' Cozens (Power, Paul) 51:01' Mercer (Severson) 55:42' Hagel (Tavares, Dubois) 63:13' Cozens | 1:0 1:1 2:1 3:1 3:2 3:3 4:3 | Kubalík (Nečas, Sedlák) 49:11' Palát (Špaček, Červenka) 56:56' Červenka (Nečas, Špaček) 58:11' | Rozhodčí: Tobias Björk Mikko Kaukokari Čároví: Kevin Briganti Emil Yletyinen |
| 8 min                                                                                             | 8 min                                                                                             | Tresty                      | 4 min                                                                                          | Rozhodčí: Tobias Björk Mikko Kaukokari Čároví: Kevin Briganti Emil Yletyinen |
| 26                                                                                                | 26                                                                                                | Střely                      | 22                                                                                             | Rozhodčí: Tobias Björk Mikko Kaukokari Čároví: Kevin Briganti Emil Yletyinen |

| 21. května 2024 20:20 | Finsko | 1 : 3 (0:0, 1:2, 0:1) | Švýcarsko | O2 arena, Praha Návštěvnost: 17 118 |  |

| Report                             |                                    |                 |                                                                                         |                                                                                |
| Harri Säteri                       | Harri Säteri                       | Brankáři        | Akira Schmid                                                                            | Rozhodčí: Michael Campbell Martin Fraňo Čároví: Tarrington Wyonzek Dāvis Zunde |
| 25:14' Innala (Granlund, Lehtonen) | 25:14' Innala (Granlund, Lehtonen) | 0:1 0:2 1:2 1:3 | Fiala (Loeffel) 25:14' Glauser (Niederreiter, Fiala) 27:26' Fiala (Niederreiter) 56:33' | Rozhodčí: Michael Campbell Martin Fraňo Čároví: Tarrington Wyonzek Dāvis Zunde |
| 29 min                             | 29 min                             | Tresty          | 4 min                                                                                   | Rozhodčí: Michael Campbell Martin Fraňo Čároví: Tarrington Wyonzek Dāvis Zunde |
| 16                                 | 16                                 | Střely          | 26                                                                                      | Rozhodčí: Michael Campbell Martin Fraňo Čároví: Tarrington Wyonzek Dāvis Zunde |

### Skupina B – Ostrava

#### Tabulka
|  | Týmy postupující do čtvrtfinále |
|  | Tým sestupující do Divize I     |

| Poř. | Tým        | Z | V | VP | PP | P | GV | GI | +/- | B  |
| ---- | ---------- | - | - | -- | -- | - | -- | -- | --- | -- |
| 1.   | Švédsko    | 7 | 7 | 0  | 0  | 0 | 35 | 9  | +26 | 21 |
| 2.   | USA        | 7 | 5 | 0  | 1  | 1 | 37 | 16 | +21 | 16 |
| 3.   | Německo    | 7 | 5 | 0  | 0  | 2 | 34 | 24 | +10 | 15 |
| 4.   | Slovensko  | 7 | 3 | 1  | 1  | 2 | 26 | 23 | +3  | 12 |
| 5.   | Lotyšsko   | 7 | 1 | 3  | 0  | 3 | 19 | 29 | -10 | 9  |
| 6.   | Kazachstán | 7 | 2 | 0  | 0  | 5 | 12 | 31 | -19 | 6  |
| 7.   | Francie    | 7 | 1 | 0  | 1  | 5 | 13 | 26 | -13 | 4  |
| 8.   | Polsko     | 7 | 0 | 0  | 1  | 6 | 11 | 29 | -18 | 1  |

#### Zápasy
| 10. května 2024 16:20 | Slovensko | 4 : 6 (0:0, 2:3, 2:3) | Německo | Ostravar Aréna, Ostrava Návštěvnost: 9 109 |  |

| Report | |                                         | |                                                                          |
| Stanislav Škorvánek | Stanislav Škorvánek | Brankáři                                | Philipp Grubauer | Rozhodčí: Lassi Heikkinen Mark Pearce Čároví: Kevin Briganti Dāvis Zunde |
| Hrivík (Cehlárik, Slafkovský) 36:06' Fehérváry (Pospíšil) 38:09' Hudáček (Slafkovský, Hrivík) 54:13' Sukeľ (Kelemen, Regenda) 59:45' | Hrivík (Cehlárik, Slafkovský) 36:06' Fehérváry (Pospíšil) 38:09' Hudáček (Slafkovský, Hrivík) 54:13' Sukeľ (Kelemen, Regenda) 59:45' | 0:1 0:2 1:2 2:2 2:3 2:4 3:4 3:5 3:6 4:6 | 29:46' Kahun (Ehliz, Pföderl) 32:31' J. Müller (Michaelis, Tuomie) 39:31' Kälble 44:27' Michaelis (Pföderl, Ehliz) 56:02' Pföderl (Ehliz, J. Müller) 58:55' Eder (do prázdné branky) | Rozhodčí: Lassi Heikkinen Mark Pearce Čároví: Kevin Briganti Dāvis Zunde |
| 14 min | 14 min | Tresty                                  | 8 min | Rozhodčí: Lassi Heikkinen Mark Pearce Čároví: Kevin Briganti Dāvis Zunde |
| 39 | 39 | Střely                                  | 22 | Rozhodčí: Lassi Heikkinen Mark Pearce Čároví: Kevin Briganti Dāvis Zunde |

| 10. května 2024 20:20 | Švédsko | 5 : 2 (1:0, 2:1, 2:1) | USA | Ostravar Aréna, Ostrava Návštěvnost: 9 109 |  |

| Report | |                             |                                                                 |                                                                    |
| Filip Gustavsson | Filip Gustavsson | Brankáři                    | Alex Lyon                                                       | Rozhodčí: Martin Fraňo Jan Hribik Čároví: Jiří Ondráček Josef Špůr |
| Eriksson Ek (Heed, M. Johansson) 08:20' Raymond (Hedman, Eriksson Ek) 23:45' M. Johansson (Holmberg, Pettersson) 36:39' Hedman (Holmberg, Kempe, do prázdné branky) 59:01' Eriksson Ek (Frödén, do prázdné branky) 59:54' | Eriksson Ek (Heed, M. Johansson) 08:20' Raymond (Hedman, Eriksson Ek) 23:45' M. Johansson (Holmberg, Pettersson) 36:39' Hedman (Holmberg, Kempe, do prázdné branky) 59:01' Eriksson Ek (Frödén, do prázdné branky) 59:54' | 1:0 2:0 2:1 3:1 3:2 4:2 5:2 | 32:32' Werenski (Jones, Boldy) 43:43' Nelson (Gaudreau, Vlasic) | Rozhodčí: Martin Fraňo Jan Hribik Čároví: Jiří Ondráček Josef Špůr |
| 6 min | 6 min | Tresty                      | 0 min                                                           | Rozhodčí: Martin Fraňo Jan Hribik Čároví: Jiří Ondráček Josef Špůr |
| 38 | 38 | Střely                      | 30                                                              | Rozhodčí: Martin Fraňo Jan Hribik Čároví: Jiří Ondráček Josef Špůr |

| 11. května 2024 12:20 | Francie | 1 : 3 (1:2, 0:1, 0:0) | Kazachstán | Ostravar Aréna, Ostrava Návštěvnost: 9 109 |  |

| Report                           |                                  |                 |                                                                                    |                                                                             |
| Sebastian Ylönen                 | Sebastian Ylönen                 | Brankáři        | Andrej Šutov                                                                       | Rozhodčí: Michael Campbell Michael Tscherrig Čároví: Josef Špůr Dāvis Zunde |
| Cantagallo (Boudon, Rech) 02:00' | Cantagallo (Boudon, Rech) 02:00' | 1:0 1:1 1:2 1:3 | 03:06' Starčenko (Rymarev) 07:30' Muchametov (Orechov, Savitskij) 37:47' Savitskij | Rozhodčí: Michael Campbell Michael Tscherrig Čároví: Josef Špůr Dāvis Zunde |
| 2 min                            | 2 min                            | Tresty          | 4 min                                                                              | Rozhodčí: Michael Campbell Michael Tscherrig Čároví: Josef Špůr Dāvis Zunde |
| 29                               | 29                               | Střely          | 24                                                                                 | Rozhodčí: Michael Campbell Michael Tscherrig Čároví: Josef Špůr Dāvis Zunde |

| 11. května 2024 16:20 | Polsko | 4 : 5 PP (1:0, 1:1, 2:3 – 0:1) | Lotyšsko | Ostravar Aréna, Ostrava Návštěvnost: 9 109 |  |

| Report | |                                     | |                                                                         |
| John Murray | John Murray | Brankáři                            | Elvis Merzļikins | Rozhodčí: Jan Hribik Mark Pearce Čároví: Dario Fuchs Tarrington Wyonzek |
| Kr. Maciaś (Michalski) 15:29' Wałęga (Urbanowicz, Dronia) 28:15' Kr. Maciaś (Dziubiński) 47:56' Bryk (Michalski) 56:24' | Kr. Maciaś (Michalski) 15:29' Wałęga (Urbanowicz, Dronia) 28:15' Kr. Maciaś (Dziubiński) 47:56' Bryk (Michalski) 56:24' | 1:0 1:1 2:1 2:2 3:2 3:3 3:4 4:4 4:5 | 22:18' Mamčics (Ansons, Indrašis) 42:32' Ābols (Daugaviņš) 52:25' Daugaviņš (Zīle, Dzierkals) 54:54' Ri. Bukarts (Ro. Bukarts, Batņa) 63:29' Daugaviņš (Ābols) | Rozhodčí: Jan Hribik Mark Pearce Čároví: Dario Fuchs Tarrington Wyonzek |
| 4 min | 4 min | Tresty                              | 8 min | Rozhodčí: Jan Hribik Mark Pearce Čároví: Dario Fuchs Tarrington Wyonzek |
| 22 | 22 | Střely                              | 37 | Rozhodčí: Jan Hribik Mark Pearce Čároví: Dario Fuchs Tarrington Wyonzek |

| 11. května 2024 20:20 | USA | 6 : 1 (2:0, 2:1, 2:0) | Německo | Ostravar Aréna, Ostrava Návštěvnost: 9 109 |  |

| Report | |                             |                                   |                                                                                |
| Alex Lyon (od 24. minuty Trey Augustine) | Alex Lyon (od 24. minuty Trey Augustine) | Brankáři                    | Mathias Niederberger              | Rozhodčí: Tobias Björk Mikko Kaukokari Čároví: Lauri Nikulainen Emil Yletyinen |
| Tkachuk (Kesselring, Leonard) 12:15' Kesselring (Nelson, Gaudreau) 17:20' Gaudreau (Boldy, Caufield) 32:23' Hughes (Caufield, Pinto) 39:57' Zegras (Pinto, Jones) 50:09' Eyssimont (Kunin, Jones) 52:28' | Tkachuk (Kesselring, Leonard) 12:15' Kesselring (Nelson, Gaudreau) 17:20' Gaudreau (Boldy, Caufield) 32:23' Hughes (Caufield, Pinto) 39:57' Zegras (Pinto, Jones) 50:09' Eyssimont (Kunin, Jones) 52:28' | 1:0 2:0 3:0 3:1 4:1 5:1 6:1 | 34:05' Ehliz (Pföderl, Michaelis) | Rozhodčí: Tobias Björk Mikko Kaukokari Čároví: Lauri Nikulainen Emil Yletyinen |
| 2 min | 2 min | Tresty                      | 6 min                             | Rozhodčí: Tobias Björk Mikko Kaukokari Čároví: Lauri Nikulainen Emil Yletyinen |
| 43 | 43 | Střely                      | 26                                | Rozhodčí: Tobias Björk Mikko Kaukokari Čároví: Lauri Nikulainen Emil Yletyinen |

| 12. května 2024 12:20 | Slovensko | 6 : 2 (3:0, 1:1, 2:1) | Kazachstán | Ostravar Aréna, Ostrava Návštěvnost: 9 109 |  |

| Report | |                                 |                                                                            |                                                                           |
| Stanislav Škorvánek | Stanislav Škorvánek | Brankáři                        | Andrej Šutov (od 46. minuty Nikita Bojarkin)                               | Rozhodčí: Martin Fraňo Mikko Kaukokari Čároví: Kevin Briganti Dario Fuchs |
| Pospíšil (Nemec, Slafkovský) 11:54' Faško-Rudáš (Koch, Sukeľ) 12:28' Sukeľ (Faško-Rudáš, Gajdoš) 17:56' Hudáček (TS) 28:28' Pospíšil (Hudáček) 41:18' Cingeľ (Hudáček) 45:06' | Pospíšil (Nemec, Slafkovský) 11:54' Faško-Rudáš (Koch, Sukeľ) 12:28' Sukeľ (Faško-Rudáš, Gajdoš) 17:56' Hudáček (TS) 28:28' Pospíšil (Hudáček) 41:18' Cingeľ (Hudáček) 45:06' | 1:0 2:0 3:0 3:1 4:1 5:1 6:1 6:2 | 23:02' Assetov (Danijar, Muchametov) 51:05' Omirbekov (Michajlis, Danijar) | Rozhodčí: Martin Fraňo Mikko Kaukokari Čároví: Kevin Briganti Dario Fuchs |
| 10 min | 10 min | Tresty                          | 8 min                                                                      | Rozhodčí: Martin Fraňo Mikko Kaukokari Čároví: Kevin Briganti Dario Fuchs |
| 42 | 42 | Střely                          | 16                                                                         | Rozhodčí: Martin Fraňo Mikko Kaukokari Čároví: Kevin Briganti Dario Fuchs |

| 12. května 2024 16:20 | Lotyšsko | 3 : 2 PP (0:1, 0:0, 2:1 – 1:0) | Francie | Ostravar Aréna, Ostrava Návštěvnost: 8 525 |  |

| Report                                                                                    |                                                                                           |                     |                                                                |                                                                             |
| Elvis Merzļikins                                                                          | Elvis Merzļikins                                                                          | Brankáři            | Julian Junca                                                   | Rozhodčí: Tobias Björk Lassi Heikkinen Čároví: Jiří Ondráček Emil Yletyinen |
| Ābols (Freibergs, Dzierkals) 42:59' Ro. Bukarts (Daugaviņš, Jaks) 51:48' Daugaviņš 64:59' | Ābols (Freibergs, Dzierkals) 42:59' Ro. Bukarts (Daugaviņš, Jaks) 51:48' Daugaviņš 64:59' | 0:1 1:1 2:1 2:2 3:2 | 16:02' Da Costa (Auvitu, Bertrand) 56:51' Bellemare (Da Costa) | Rozhodčí: Tobias Björk Lassi Heikkinen Čároví: Jiří Ondráček Emil Yletyinen |
| 29 min                                                                                    | 29 min                                                                                    | Tresty              | 35 min                                                         | Rozhodčí: Tobias Björk Lassi Heikkinen Čároví: Jiří Ondráček Emil Yletyinen |
| 36                                                                                        | 36                                                                                        | Střely              | 29                                                             | Rozhodčí: Tobias Björk Lassi Heikkinen Čároví: Jiří Ondráček Emil Yletyinen |

| 12. května 2024 20:20 | Švédsko | 5 : 1 (2:0, 1:0, 2:1) | Polsko | Ostravar Aréna, Ostrava Návštěvnost: 8 425 |  |

| Report | |                         |                     |                                                                                          |
| Filip Gustavsson | Filip Gustavsson | Brankáři                | Dawid Zabolotny     | Rozhodčí: Michael Campbell Michael Tscherrig Čároví: Lauri Nikulainen Tarrington Wyonzek |
| M. Johansson (Hedman, Karlsson) 03:34' Raymond (Kempe) 06:17' Karlsson (Burakovsky, M. Johansson) 32:31' Burakovsky (Dahlin, Olofsson) 54:27' Karlsson (Hedman) 55:25' | M. Johansson (Hedman, Karlsson) 03:34' Raymond (Kempe) 06:17' Karlsson (Burakovsky, M. Johansson) 32:31' Burakovsky (Dahlin, Olofsson) 54:27' Karlsson (Hedman) 55:25' | 1:0 2:0 3:0 3:1 4:1 5:1 | 42:18' Łyszczarczyk | Rozhodčí: Michael Campbell Michael Tscherrig Čároví: Lauri Nikulainen Tarrington Wyonzek |
| 4 min | 4 min | Tresty                  | 10 min              | Rozhodčí: Michael Campbell Michael Tscherrig Čároví: Lauri Nikulainen Tarrington Wyonzek |
| 38 | 38 | Střely                  | 15                  | Rozhodčí: Michael Campbell Michael Tscherrig Čároví: Lauri Nikulainen Tarrington Wyonzek |

| 13. května 2024 16:20 | USA | 4 : 5 PP (0:2, 1:2, 3:0 – 0:1) | Slovensko | Ostravar Aréna, Ostrava Návštěvnost: 9 109 |  |

| Report | |                                     | |                                                                          |
| Alex Nedeljkovic                                                                                                | Alex Nedeljkovic                                                                                                | Brankáři                            | Samuel Hlavaj | Rozhodčí: Michael Campbell Mark Pearce Čároví: Josef Špůr Emil Yletyinen |
| Boldy (Hughes, Gaudreau) 32:31' Pinto (Farabee, Zegras) 44:32' Tkachuk (Pinto) 53:56' Hughes (Sanderson) 56:38' | Boldy (Hughes, Gaudreau) 32:31' Pinto (Farabee, Zegras) 44:32' Tkachuk (Pinto) 53:56' Hughes (Sanderson) 56:38' | 0:1 0:2 1:2 1:3 1:4 2:4 3:4 4:4 4:5 | 03:17' Kelemen (Sukeľ, Kudrna) 11:26' Hudáček (Tatar) 27:03' Nemec (Fehérváry, Pospíšil) 28:47' Koch (Pospíšil, Kelemen) 63:56' Kelemen (Nemec, Pospíšil) | Rozhodčí: Michael Campbell Mark Pearce Čároví: Josef Špůr Emil Yletyinen |
| 8 min | 8 min | Tresty                              | 8 min | Rozhodčí: Michael Campbell Mark Pearce Čároví: Josef Špůr Emil Yletyinen |
| 43 | 43 | Střely                              | 25 | Rozhodčí: Michael Campbell Mark Pearce Čároví: Josef Špůr Emil Yletyinen |

| 13. května 2024 20:20 | Německo | 1 : 6 (0:3, 0:2, 1:1) | Švédsko | Ostravar Aréna, Ostrava Návštěvnost: 8 309 |  |

| Report                                                |                                                       |                             | |                                                                                 |
| Philipp Grubauer (od 41. minuty Mathias Niederberger) | Philipp Grubauer (od 41. minuty Mathias Niederberger) | Brankáři                    | Samuel Ersson | Rozhodčí: Jan Hribik Michael Tscherrig Čároví: Jiří Ondráček Tarrington Wyonzek |
| Pföderl (Michaelis, Ehliz) 47:38'                     | Pföderl (Michaelis, Ehliz) 47:38'                     | 0:1 0:2 0:3 0:4 0:5 1:5 1:6 | 02:54' Karlsson (Frödén) 14:52' Pettersson (Heed, Burakovsky) 19:57' Olofsson (Dahlin, Burakovsky) 24:31' Grundström (Dahlin, L. Johansson) 29:22' Burakovsky (Holmberg, M. Johansson) 51:08' Lundeström (Karlsson, Bengtsson) | Rozhodčí: Jan Hribik Michael Tscherrig Čároví: Jiří Ondráček Tarrington Wyonzek |
| 14 min                                                | 14 min                                                | Tresty                      | 2 min | Rozhodčí: Jan Hribik Michael Tscherrig Čároví: Jiří Ondráček Tarrington Wyonzek |
| 16                                                    | 16                                                    | Střely                      | 46 | Rozhodčí: Jan Hribik Michael Tscherrig Čároví: Jiří Ondráček Tarrington Wyonzek |

| 14. května 2024 16:20 | Kazachstán | 0 : 2 (0:0, 0:2, 0:0) | Lotyšsko | Ostravar Aréna, Ostrava Návštěvnost: 7 025 |  |

| Report       |              |          |                                        |                                                                            |
| Andrej Šutov | Andrej Šutov | Brankáři | Kristers Gudļevskis                    | Rozhodčí: Tobias Björk Kristian Vikman Čároví: Nick Briganti Andreas Hofer |
|              |              | 0:1 0:2  | 31:48' Ro. Bukarts (Batņa) 35:22' Egle | Rozhodčí: Tobias Björk Kristian Vikman Čároví: Nick Briganti Andreas Hofer |
| 2 min        | 2 min        | Tresty   | 8 min                                  | Rozhodčí: Tobias Björk Kristian Vikman Čároví: Nick Briganti Andreas Hofer |
| 22           | 22           | Střely   | 26                                     | Rozhodčí: Tobias Björk Kristian Vikman Čároví: Nick Briganti Andreas Hofer |

| 14. května 2024 20:20 | Polsko | 2 : 4 (0:2, 2:2, 0:0) | Francie | Ostravar Aréna, Ostrava Návštěvnost: 6 797 |  |

| Report                                               |                                                      |                         | |                                                                          |
| John Murray (od 27. minuty Tomáš Fučík)              | John Murray (od 27. minuty Tomáš Fučík)              | Brankáři                | Sebastian Ylönen | Rozhodčí: Riku Brander Martin Fraňo Čároví: Dario Fuchs Lauri Nikulainen |
| 36:08' Pas (Zygmunt, Wałęga) 37:39' Fraszko (Wronka) | 36:08' Pas (Zygmunt, Wałęga) 37:39' Fraszko (Wronka) | 0:1 0:2 0:3 0:4 1:4 2:4 | Addamo (Treille, Gallet) 08:47' Addamo (Auvitu, K. Bozon) 11:32' Da Costa (Chakiachvili) 24:21' Bellemare (Da Costa, Auvitu) 27:46' | Rozhodčí: Riku Brander Martin Fraňo Čároví: Dario Fuchs Lauri Nikulainen |
| 8 min                                                | 8 min                                                | Tresty                  | 8 min | Rozhodčí: Riku Brander Martin Fraňo Čároví: Dario Fuchs Lauri Nikulainen |
| 25                                                   | 25                                                   | Střely                  | 32 | Rozhodčí: Riku Brander Martin Fraňo Čároví: Dario Fuchs Lauri Nikulainen |

| 15. května 2024 16:20 | Německo | 8 : 1 (2:0, 5:1, 1:0) | Lotyšsko | Ostravar Aréna, Ostrava Návštěvnost: 8 652 |  |

| Report | |                                     |                                                      |                                                                          |
| Philipp Grubauer | Philipp Grubauer | Brankáři                            | Kristers Gudļevskis (od 25. minuty Elvis Merzļikins) | Rozhodčí: Riku Brander Michael Campbell Čároví: Jiří Ondráček Josef Špůr |
| Kahun (Kälble, Tiffels) 05:27' Wissmann 18:05' Pföderl (Ehliz, J. Müller) 20:48' Tuomie (Kastner, Ugbekile) 22:42' Peterka (Reichel, Wissmann) 25:37' Michaelis (Ehliz, J. Müller) 30:54' Peterka (Stachowiak, Reichel) 35:53' Strum 44:28' | Kahun (Kälble, Tiffels) 05:27' Wissmann 18:05' Pföderl (Ehliz, J. Müller) 20:48' Tuomie (Kastner, Ugbekile) 22:42' Peterka (Reichel, Wissmann) 25:37' Michaelis (Ehliz, J. Müller) 30:54' Peterka (Stachowiak, Reichel) 35:53' Strum 44:28' | 1:0 2:0 3:0 4:0 5:0 6:0 7:0 7:1 8:1 | 39:02' Komuls (Dzierkals)                            | Rozhodčí: Riku Brander Michael Campbell Čároví: Jiří Ondráček Josef Špůr |
| 6 min | 6 min | Tresty                              | 12 min                                               | Rozhodčí: Riku Brander Michael Campbell Čároví: Jiří Ondráček Josef Špůr |
| 31 | 31 | Střely                              | 21                                                   | Rozhodčí: Riku Brander Michael Campbell Čároví: Jiří Ondráček Josef Špůr |

| 15. května 2024 20:20 | Slovensko | 4 : 0 (2:0, 0:0, 2:0) | Polsko | Ostravar Aréna, Ostrava Návštěvnost: 9 109 |  |

| Report | |                 |                                             |                                                                       |
| Samuel Hlavaj | Samuel Hlavaj | Brankáři        | Tomáš Fučík (od 52. minuty Dawid Zabolotny) | Rozhodčí: Jan Hribik Mark Pearce Čároví: Nick Briganti Emil Yletyinen |
| Cingeľ (Tatar, Koch) 02:03' Tatar (Nemec, Hudáček) 11:46' Cehlárik (Slafkovský) 57:22' Cingeľ (Koch, Tatar) 57:34' | Cingeľ (Tatar, Koch) 02:03' Tatar (Nemec, Hudáček) 11:46' Cehlárik (Slafkovský) 57:22' Cingeľ (Koch, Tatar) 57:34' | 1:0 2:0 3:0 4:0 |                                             | Rozhodčí: Jan Hribik Mark Pearce Čároví: Nick Briganti Emil Yletyinen |
| 6 min | 6 min | Tresty          | 8 min                                       | Rozhodčí: Jan Hribik Mark Pearce Čároví: Nick Briganti Emil Yletyinen |
| 44 | 44 | Střely          | 20                                          | Rozhodčí: Jan Hribik Mark Pearce Čároví: Nick Briganti Emil Yletyinen |

| 16. května 2024 16:20 | Kazachstán | 1 : 3 (0:1, 0:1, 1:1) | Švédsko | Ostravar Aréna, Ostrava Návštěvnost: 5 378 |  |

| Report                                |                                       |                 | |                                                                        |
| Nikita Bojarkin                       | Nikita Bojarkin                       | Brankáři        | Samuel Ersson | Rozhodčí: Martin Fraňo Mark Pearce Čároví: Nick Briganti Andreas Hofer |
| Beketajev (Rymarev, Starčenko) 45:36' | Beketajev (Rymarev, Starčenko) 45:36' | 0:1 0:2 0:3 1:3 | 10:20' M. Johansson (Burakovsky, Brodin) 35:08' L. Johansson (Frödén, Pettersson) 41:51' Zetterlund (Lundeström) | Rozhodčí: Martin Fraňo Mark Pearce Čároví: Nick Briganti Andreas Hofer |
| 31 min                                | 31 min                                | Tresty          | 4 min | Rozhodčí: Martin Fraňo Mark Pearce Čároví: Nick Briganti Andreas Hofer |
| 11                                    | 11                                    | Střely          | 44 | Rozhodčí: Martin Fraňo Mark Pearce Čároví: Nick Briganti Andreas Hofer |

| 16. května 2024 20:20 | USA | 5 : 0 (4:0, 0:0, 1:0) | Francie | Ostravar Aréna, Ostrava Návštěvnost: 5 494 |  |

| Report | |                     |                                               |                                                                       |
| Alex Nedeljkovic | Alex Nedeljkovic | Brankáři            | Julian Junca (od 21. minuty Quentin Papillon) | Rozhodčí: Christoffer Holm Mikael Holm Čároví: Oto Durmis Dario Fuchs |
| Nelson (Boldy, Jones) 00:45' Boldy (Sanderson, Hughes) 03:24' Boldy (Gaudreau, Nelson) 12:30' Gaudreau (Werenski, Nelson) 18:07' Pinto (Tkachuk) 57:52' | Nelson (Boldy, Jones) 00:45' Boldy (Sanderson, Hughes) 03:24' Boldy (Gaudreau, Nelson) 12:30' Gaudreau (Werenski, Nelson) 18:07' Pinto (Tkachuk) 57:52' | 1:0 2:0 3:0 4:0 5:0 |                                               | Rozhodčí: Christoffer Holm Mikael Holm Čároví: Oto Durmis Dario Fuchs |
| 0 min | 0 min | Tresty              | 8 min                                         | Rozhodčí: Christoffer Holm Mikael Holm Čároví: Oto Durmis Dario Fuchs |
| 54 | 54 | Střely              | 10                                            | Rozhodčí: Christoffer Holm Mikael Holm Čároví: Oto Durmis Dario Fuchs |

| 17. května 2024 16:20 | Německo | 8 : 2 (2:1, 3:0, 3:1) | Kazachstán | Ostravar Aréna, Ostrava Návštěvnost: 8 479 |  |

| Report | |                                         |                                                                       |                                                                        |
| Philipp Grubauer | Philipp Grubauer | Brankáři                                | Andrej Šutov (od 22. minuty Nikita Bojarkin)                          | Rozhodčí: Mikael Holm Kristian Vikman Čároví: Nick Briganti Josef Špůr |
| Szuber (Stachowiak, Peterka) 01:02' Tuomie (Kastner, Ugbekile) 02:24' Peterka (Stachowiak, Wissman) 21:11' Reichel (Pföderl) 28:28' Kälble (Peterka, Stachowiak) 35:17' Reichel (Peterka, Stachowiak) 50:27' Tiffels (Sturm) 54:14' Kastner (Ehl, Tuomie) 58:34' | Szuber (Stachowiak, Peterka) 01:02' Tuomie (Kastner, Ugbekile) 02:24' Peterka (Stachowiak, Wissman) 21:11' Reichel (Pföderl) 28:28' Kälble (Peterka, Stachowiak) 35:17' Reichel (Peterka, Stachowiak) 50:27' Tiffels (Sturm) 54:14' Kastner (Ehl, Tuomie) 58:34' | 1:0 2:0 2:1 3:1 4:1 5:1 6:1 6:2 7:2 8:2 | 07:59' Starčenko (Rymarev, Panjukov) 51:52' Koroljov (Bojko, Assetov) | Rozhodčí: Mikael Holm Kristian Vikman Čároví: Nick Briganti Josef Špůr |
| 6 min | 6 min | Tresty                                  | 2 min                                                                 | Rozhodčí: Mikael Holm Kristian Vikman Čároví: Nick Briganti Josef Špůr |
| 35 | 35 | Střely                                  | 20                                                                    | Rozhodčí: Mikael Holm Kristian Vikman Čároví: Nick Briganti Josef Špůr |

| 17. května 2024 20:20 | Polsko | 1 : 4 (0:0, 0:2, 1:2) | USA | Ostravar Aréna, Ostrava Návštěvnost: 8 935 |  |

| Report                         |                                |                     | |                                                                          |
| John Murray                    | John Murray                    | Brankáři            | Trey Augustine | Rozhodčí: Riku Brander Christoffer Holm Čároví: Oto Durmis Jiří Ondráček |
| Pasiut (Wronka, Kolusz) 46:22' | Pasiut (Wronka, Kolusz) 46:22' | 0:1 0:2 0:3 1:3 1:4 | 30:11' Kesselring (Tkachuk, Vlasic) 39:17' Tkachuk (Pinto, Sanderson) 41:11' Caufield (Tkachuk) 49:15' Caufield (Tkachuk, Pinto) | Rozhodčí: Riku Brander Christoffer Holm Čároví: Oto Durmis Jiří Ondráček |
| 2 min                          | 2 min                          | Tresty              | 8 min | Rozhodčí: Riku Brander Christoffer Holm Čároví: Oto Durmis Jiří Ondráček |
| 21                             | 21                             | Střely              | 57 | Rozhodčí: Riku Brander Christoffer Holm Čároví: Oto Durmis Jiří Ondráček |

| 18. května 2024 12:20 | Lotyšsko | 2 : 7 (0:2, 2:4, 0:1) | Švédsko | Ostravar Aréna, Ostrava Návštěvnost: 9 109 |  |

| Report                                                             |                                                                    |                                     | |                                                                             |
| Elvis Merzļikins (od 36. minuty Ēriks Vītols)                      | Elvis Merzļikins (od 36. minuty Ēriks Vītols)                      | Brankáři                            | Filip Gustavsson | Rozhodčí: Michael Campbell Tomáš Hronský Čároví: Oto Durmis Shane Gustafson |
| Daugaviņš (Ābols, Komuls) 22:54' Mamčics (Dzierkals, Batņa) 23:17' | Daugaviņš (Ābols, Komuls) 22:54' Mamčics (Dzierkals, Batņa) 23:17' | 0:1 0:2 1:2 2:2 2:3 2:4 2:5 2:6 2:7 | 04:50' Dahlin (Olofsson) 06:57' Brodin (M. Johansson, Kempe) 32:59' Zetterlund (Lundeström, Karlsson) 33:16' Zetterlund 33:25' Eriksson Ek (M. Johansson, Heed) 35:36' Pettersson (Burakovsky, Raymond) 58:51' M. Johansson (Holmberg, Bengtsson) | Rozhodčí: Michael Campbell Tomáš Hronský Čároví: Oto Durmis Shane Gustafson |
| 18 min                                                             | 18 min                                                             | Tresty                              | 35 min | Rozhodčí: Michael Campbell Tomáš Hronský Čároví: Oto Durmis Shane Gustafson |
| 23                                                                 | 23                                                                 | Střely                              | 34 | Rozhodčí: Michael Campbell Tomáš Hronský Čároví: Oto Durmis Shane Gustafson |

| 18. května 2024 16:20 | Německo | 4 : 2 (0:0, 2:0, 2:2) | Polsko | Ostravar Aréna, Ostrava Návštěvnost: 9 109 |  |

| Report | |                         |                                                                            |                                                                            |
| Mathias Niederberger                                                                                        | Mathias Niederberger                                                                                        | Brankáři                | Dawid Zabolotny                                                            | Rozhodčí: Mikael Holm Kristian Vikman Čároví: Nick Briganti Anders Nyqvist |
| Ehl (Kastner, Tuomie) 25:14' Peterka (TS) 35:17' Ehliz (Pföderl, Michaelis) 44:28' Peterka (Reichel) 56:11' | Ehl (Kastner, Tuomie) 25:14' Peterka (TS) 35:17' Ehliz (Pföderl, Michaelis) 44:28' Peterka (Reichel) 56:11' | 1:0 2:0 3:0 3:1 3:2 4:2 | 53:13' Wajda (Łyszczarczyk, Dziubiński) 55:19' Komorski (Kostek, Krężołek) | Rozhodčí: Mikael Holm Kristian Vikman Čároví: Nick Briganti Anders Nyqvist |
| 4 min | 4 min | Tresty                  | 4 min                                                                      | Rozhodčí: Mikael Holm Kristian Vikman Čároví: Nick Briganti Anders Nyqvist |
| 35 | 35 | Střely                  | 21                                                                         | Rozhodčí: Mikael Holm Kristian Vikman Čároví: Nick Briganti Anders Nyqvist |

| 18. května 2024 20:20 | Francie | 2 : 4 (0:1, 1:2, 1:1) | Slovensko | Ostravar Aréna, Ostrava Návštěvnost: 9 109 |  |

| Report                                                       |                                                              |                         | |                                                                            |
| Sebastian Ylönen (od 41. minuty Quentin Papillon)            | Sebastian Ylönen (od 41. minuty Quentin Papillon)            | Brankáři                | Samuel Hlavaj                                                                                                  | Rozhodčí: Andris Ansons Martin Fraňo Čároví: Andreas Hofer Ludvig Lundgren |
| Treille (T. Bozon, Auvitu) 35:44' Chakiachvili (Rech) 59:53' | Treille (T. Bozon, Auvitu) 35:44' Chakiachvili (Rech) 59:53' | 0:1 0:2 0:3 1:3 1:4 2:4 | 19:56' Regenda (Grman, Cingeľ) 22:35' Hudáček (Nemec, Slafkovský) 29:56' Hudáček 48:24' Grman (Tatar, Hudáček) | Rozhodčí: Andris Ansons Martin Fraňo Čároví: Andreas Hofer Ludvig Lundgren |
| 8 min                                                        | 8 min                                                        | Tresty                  | 6 min | Rozhodčí: Andris Ansons Martin Fraňo Čároví: Andreas Hofer Ludvig Lundgren |
| 27                                                           | 27                                                           | Střely                  | 24 | Rozhodčí: Andris Ansons Martin Fraňo Čároví: Andreas Hofer Ludvig Lundgren |

| 19. května 2024 16:20 | USA | 10 : 1 (4:0, 3:0, 3:1) | Kazachstán | Ostravar Aréna, Ostrava Návštěvnost: 8 468 |  |

| Report |

| 19. května 2024 20:20 | Slovensko | 2 : 3 SN (0:1, 0:0, 2:1 – 0:0 – 0:1) | Lotyšsko | Ostravar Aréna, Ostrava Návštěvnost: 9 109 |  |

| Report |

| 20. května 2024 16:20 | Švédsko | 3 : 1 (0:0, 1:1, 2:0) | Francie | Ostravar Aréna, Ostrava Návštěvnost: 6 805 |  |

| Report |

| 20. května 2024 20:20 | Kazachstán | 3 : 1 (1:1, 0:0, 2:0) | Polsko | Ostravar Aréna, Ostrava Návštěvnost: 9 109 |  |

| Report |

| 21. května 2024 12:20 | Francie | 3 : 6 (1:1, 2:3, 0:2) | Německo | Ostravar Aréna, Ostrava Návštěvnost: 9 109 |  |

| Report |

| 21. května 2024 16:20 | Lotyšsko | 3 : 6 (0:2, 1:1, 2:3) | USA | Ostravar Aréna, Ostrava Návštěvnost: 8 924 |  |

| Report |

| 21. května 2024 20:20 | Švédsko | 6 : 1 (1:0, 3:0, 2:1) | Slovensko | Ostravar Aréna, Ostrava Návštěvnost: 9 109 |  |

| Report |

## Hráčské statistiky

### Kanadské bodování
Toto je konečné pořadí hráčů podle dosažených bodů. Za jeden vstřelený gól nebo přihrávku na gól hráč získal jeden bod.
| Poř. | Hráč             | Tým       | Z  | G | A | B  | TM | +/- |
| ---- | ---------------- | --------- | -- | - | - | -- | -- | --- |
| 1.   | Matt Boldy       | USA       | 8  | 6 | 8 | 14 | 2  | +8  |
| 2.   | Kevin Fiala      | Švýcarsko | 8  | 7 | 6 | 13 | 27 | +6  |
| 2.   | Brady Tkachuk    | USA       | 8  | 7 | 6 | 13 | 4  | +7  |
| 4.   | Marcus Johansson | Švédsko   | 9  | 6 | 6 | 12 | 2  | +14 |
| 5.   | Roman Josi       | Švýcarsko | 10 | 3 | 9 | 12 | 4  | +4  |
| 6.   | Dylan Cozens     | Kanada    | 10 | 9 | 2 | 11 | 2  | +3  |
| 7.   | Nico Hischier    | Švýcarsko | 10 | 6 | 5 | 11 | 2  | +6  |
| 7.   | Erik Karlsson    | Švédsko   | 10 | 6 | 5 | 11 | 0  | +9  |
| 9.   | André Burakovsky | Švédsko   | 10 | 4 | 7 | 11 | 0  | +8  |
| 10.  | Johnny Gaudreau  | USA       | 8  | 3 | 8 | 11 | 0  | +8  |

### Hodnocení brankářů
Toto je konečné pořadí pěti nejlepších brankářů.
| Poř. | Hráč                | Tým       | Z. | MIN    | OG | PZ  | PS  | POG  | Úsp%  |
| ---- | ------------------- | --------- | -- | ------ | -- | --- | --- | ---- | ----- |
| 1.   | Leonardo Genoni     | Švýcarsko | 7  | 431:07 | 10 | 159 | 169 | 1,39 | 94,08 |
| 2.   | Lukáš Dostál        | Česko     | 8  | 492:18 | 13 | 200 | 213 | 1,58 | 93,90 |
| 3.   | Samuel Hlavaj       | Slovensko | 5  | 306:57 | 13 | 161 | 174 | 2,54 | 92,53 |
| 4.   | Henrik Haukeland    | Norsko    | 5  | 297:00 | 13 | 142 | 155 | 2,63 | 91,61 |
| 5.   | Kristers Gudļevskis | Lotyšsko  | 4  | 207:05 | 11 | 106 | 117 | 3,19 | 90,60 |

## Play-off

### Pavouk
Soupeři pro semifinále byli určeni z vítězů čtvrtfinále podle celkového pořadí po základních skupinách (dle umístění ve skupině, počtu dosažených bodů, rozdílu ve skóre, vyššího počtu vstřelených gólů, pořadí v žebříčku IIHF), kdy nejvýše umístěné mužstvo narazilo na nejníže umístěné mužstvo a druhé mužstvo narazilo na třetí mužstvo.
|  | Čtvrtfinále 1 |               |               |  |    |                |              |              |  |               |               |               |   |
|  | A1            | Kanada        | 6             |  |    |                |              |              |  |               |               |               |   |
|  | B4            | Slovensko     | 3             |  |    | Semifinále 1   | Semifinále 1 | Semifinále 1 |  |               |               |               |   |
|  |               |               |               |  |    | A1             | Kanada       | 2            |  |               |               |               |   |
|  | Čtvrtfinále 2 | Čtvrtfinále 2 | Čtvrtfinále 2 |  | A2 | Švýcarsko (SN) | 3            |              |  |               |               |               |   |
|  | A2            | Švýcarsko     | 3             |  |    |                |              |              |  |               |               |               |   |
|  | B3            | Německo       | 1             |  |    |                |              |              |  | Finále        | Finále        | Finále        |   |
|  |               |               |               |  |    |                |              |              |  |               | A2            | Švýcarsko     | 0 |
|  | Čtvrtfinále 3 | Čtvrtfinále 3 | Čtvrtfinále 3 |  |    |                |              |              |  |               | A3            | Česko         | 2 |
|  | B1            | Švédsko (PP)  | 2             |  |    |                |              |              |  |               |               |               |   |
|  | A4            | Finsko        | 1             |  |    | Semifinále 2   | Semifinále 2 | Semifinále 2 |  | Zápas o bronz | Zápas o bronz | Zápas o bronz |   |
|  |               |               |               |  |    | B1             | Švédsko      | 3            |  | B1            | Švédsko       | 4             |   |
|  | Čtvrtfinále 4 | Čtvrtfinále 4 | Čtvrtfinále 4 |  | A3 | Česko          | 7            |              |  | A1            | Kanada        | 2             |   |
|  | B2            | USA           | 0             |  |    |                |              |              |  |               |               |               |   |
|  | A3            | Česko         | 1             |  |    |                |              |              |  |               |               |               |   |

### Čtvrtfinále
| 23. května 2024 16:20 | Kanada | 6 : 3 (2:1, 1:0, 3:2) | Slovensko | O2 arena, Praha Návštěvnost: 17 275 |  |

| Report | |                                     |                                                                                      |                                                                           |
| Jordan Binnington | Jordan Binnington | Brankáři                            | Samuel Hlavaj                                                                        | Rozhodčí: Martin Fraňo Mikko Kaukokari Čároví: Kevin Briganti Dāvis Zunde |
| McCann (Parayko) 02:45' Dubois (Byram, Tavares) 04:15' Paul (Bedard, Guenther) 23:48' Guenther (Paul, Hagel) 46:20' Tanev (Severson, Mercer) 46:40' Paul (do prázdné branky) 59:10' | McCann (Parayko) 02:45' Dubois (Byram, Tavares) 04:15' Paul (Bedard, Guenther) 23:48' Guenther (Paul, Hagel) 46:20' Tanev (Severson, Mercer) 46:40' Paul (do prázdné branky) 59:10' | 1:0 2:0 2:1 3:1 4:1 5:1 5:2 5:3 6:3 | 07:56' Cehlárik (Slafkovský) 47:08' Kelemen (Regenda) 56:57' Hrivík (Hudáček, Nemec) | Rozhodčí: Martin Fraňo Mikko Kaukokari Čároví: Kevin Briganti Dāvis Zunde |
| 10 min | 10 min | Tresty                              | 12 min                                                                               | Rozhodčí: Martin Fraňo Mikko Kaukokari Čároví: Kevin Briganti Dāvis Zunde |
| 43 | 43 | Střely                              | 21                                                                                   | Rozhodčí: Martin Fraňo Mikko Kaukokari Čároví: Kevin Briganti Dāvis Zunde |

| 23. května 2024 16:20 | Švýcarsko | 3 : 1 (2:0, 0:1, 1:0) | Německo | Ostravar Aréna, Ostrava Návštěvnost: 6 583 |  |

| Report | |                 |                           |                                                                           |
| Leonardo Genoni                                                                                                   | Leonardo Genoni                                                                                                   | Brankáři        | Philipp Grubauer          | Rozhodčí: Riku Brander Mikael Holm Čároví: Shane Gustafson Anders Nyqvist |
| Bertschy 07:22' Hischier (Siegenthaler, Fiala) 16:28' Bertschy (Thürkauf, Siegenthaler, do prázdné branky) 59:02' | Bertschy 07:22' Hischier (Siegenthaler, Fiala) 16:28' Bertschy (Thürkauf, Siegenthaler, do prázdné branky) 59:02' | 1:0 2:0 2:1 3:1 | 31:33' Kahun (Stachowiak) | Rozhodčí: Riku Brander Mikael Holm Čároví: Shane Gustafson Anders Nyqvist |
| 8 min | 8 min | Tresty          | 6 min                     | Rozhodčí: Riku Brander Mikael Holm Čároví: Shane Gustafson Anders Nyqvist |
| 25 | 25 | Střely          | 15                        | Rozhodčí: Riku Brander Mikael Holm Čároví: Shane Gustafson Anders Nyqvist |

| 23. května 2024 20:20 | USA | 0 : 1 (0:0, 0:1, 0:0) | Česko | O2 arena, Praha Návštěvnost: 17 413 |  |

| Report           |                  |          |                                 |                                                                                   |
| Charlie Lindgren | Charlie Lindgren | Brankáři | Lukáš Dostál                    | Rozhodčí: Tobias Björk Michael Campbell Čároví: Tarrington Wyonzek Emil Yletyinen |
|                  |                  | 0:1      | 26:39' Zacha (Špaček, Červenka) | Rozhodčí: Tobias Björk Michael Campbell Čároví: Tarrington Wyonzek Emil Yletyinen |
| 4 min            | 4 min            | Tresty   | 6 min                           | Rozhodčí: Tobias Björk Michael Campbell Čároví: Tarrington Wyonzek Emil Yletyinen |
| 36               | 36               | Střely   | 28                              | Rozhodčí: Tobias Björk Michael Campbell Čároví: Tarrington Wyonzek Emil Yletyinen |

| 23. května 2024 20:20 | Švédsko | 2 : 1 PP (0:0, 0:0, 1:1 – 1:0) | Finsko | Ostravar Aréna, Ostrava Návštěvnost: 6 691 |  |

| Report                                                                  |                                                                         |             |                                        |                                                                            |
| Filip Gustavsson                                                        | Filip Gustavsson                                                        | Brankáři    | Emil Larmi                             | Rozhodčí: Andris Ansons Sean MacFarlane Čároví: Nick Briganti Daniel Hynek |
| Dahlin (Lundeström, Raymond) 55:02' Eriksson Ek (Hedman, Dahlin) 65:54' | Dahlin (Lundeström, Raymond) 55:02' Eriksson Ek (Hedman, Dahlin) 65:54' | 1:0 1:1 2:1 | 59:02' Björninen (Puustinen, Lehtonen) | Rozhodčí: Andris Ansons Sean MacFarlane Čároví: Nick Briganti Daniel Hynek |
| 2 min                                                                   | 2 min                                                                   | Tresty      | 6 min                                  | Rozhodčí: Andris Ansons Sean MacFarlane Čároví: Nick Briganti Daniel Hynek |
| 35                                                                      | 35                                                                      | Střely      | 20                                     | Rozhodčí: Andris Ansons Sean MacFarlane Čároví: Nick Briganti Daniel Hynek |

### Semifinále
| 25. května 2024 14:20 | Švédsko | 3 : 7 (2:2, 1:3, 0:2) | Česko | O2 arena, Praha Návštěvnost: 17 413 |  |

| Report                                                                                           |                                                                                                  |                                         | |                                                                              |
| Filip Gustavsson (od 30. minuty Samuel Ersson)                                                   | Filip Gustavsson (od 30. minuty Samuel Ersson)                                                   | Brankáři                                | Lukáš Dostál | Rozhodčí: Andris Ansons Kristian Vikman Čároví: Kevin Briganti Nick Briganti |
| M. Johansson) 03:39' Pettersson (Kempe, Eriksson Ek) 08:08' Eriksson Ek (Raymond, Dahlin) 35:30' | M. Johansson) 03:39' Pettersson (Kempe, Eriksson Ek) 08:08' Eriksson Ek (Raymond, Dahlin) 35:30' | 1:0 1:1 2:1 2:2 2:3 2:4 2:5 3:5 3:6 3:7 | 07:48' Kubalík (Nečas, Kundrátek) 09:37' Kämpf (Nečas) 26:05' O. Kaše (Sedlák) 26:21' Nečas (Kubalík, Kämpf) 29:03' Kubalík (Kempný, Nečas) 45:40' Sedlák (O. Kaše) 53:42' Sedlák | Rozhodčí: Andris Ansons Kristian Vikman Čároví: Kevin Briganti Nick Briganti |
| 6 min                                                                                            | 6 min                                                                                            | Tresty                                  | 12 min | Rozhodčí: Andris Ansons Kristian Vikman Čároví: Kevin Briganti Nick Briganti |
| 40                                                                                               | 40                                                                                               | Střely                                  | 23 | Rozhodčí: Andris Ansons Kristian Vikman Čároví: Kevin Briganti Nick Briganti |

| 25. května 2024 18:20 | Kanada | 2 : 3 SN (0:2, 1:0, 1:0 – 0:0 – 0:1) | Švýcarsko | O2 arena, Praha Návštěvnost: 11 159 |  |

| Report                                                                                              | |                                                    | |                                                                     |
| Jordan Binnington                                                                                   | Jordan Binnington                                                                                   | Brankáři                                           | Leonardo Genoni                                                                                          | Rozhodčí: Mikael Holm Jan Hribik Čároví: Ludvig Lundgren Josef Špůr |
| Tanev (Zellweger, Dubois) 34:07' Tavares (Bedard, Power) 57:53' Bedard Dubois Severson Power Cozens | Tanev (Zellweger, Dubois) 34:07' Tavares (Bedard, Power) 57:53' Bedard Dubois Severson Power Cozens | 0:1 0:2 1:2 2:2 Samostatné nájezdy 1:0 1:1 1:2 1:2 | 15:06' Fiala (Loeffel, Andrighetto) 17:16' Niederreiter (Josi, Fiala) Senteler Fiala Loeffel Andrighetto | Rozhodčí: Mikael Holm Jan Hribik Čároví: Ludvig Lundgren Josef Špůr |
| 10 min                                                                                              | 10 min                                                                                              | Tresty                                             | 10 min                                                                                                   | Rozhodčí: Mikael Holm Jan Hribik Čároví: Ludvig Lundgren Josef Špůr |
| 44                                                                                                  | 44                                                                                                  | Střely                                             | 30 | Rozhodčí: Mikael Holm Jan Hribik Čároví: Ludvig Lundgren Josef Špůr |

### Zápas o 3. místo
| 26. května 2024 15:20 | Švédsko | 4 : 2 (1:0, 0:1, 3:1) | Kanada | O2 arena, Praha Návštěvnost: 14 929 |  |

| Report | |                         |                                                                     |                                                                              |
| Filip Gustavsson | Filip Gustavsson | Brankáři                | Jordan Binnington                                                   | Rozhodčí: Mikko Kaukokari Sean MacFarlane Čároví: Daniel Hynek Jiří Ondráček |
| Grundström (L. Johansson, Dahlin) 12:05' Karlsson (Burakovsky, M. Johansson) 49:35' Grundström 53:42' M. Johansson (Brodin, Lundeström, do prázdné branky) 59:55' | Grundström (L. Johansson, Dahlin) 12:05' Karlsson (Burakovsky, M. Johansson) 49:35' Grundström 53:42' M. Johansson (Brodin, Lundeström, do prázdné branky) 59:55' | 1:0 1:1 1:2 2:2 3:2 4:2 | 22:41' Cozens (Oleksiak, Mangiapane) 44:18' Dubois (Hagel, Tavares) | Rozhodčí: Mikko Kaukokari Sean MacFarlane Čároví: Daniel Hynek Jiří Ondráček |
| 2 min | 2 min | Tresty                  | 4 min                                                               | Rozhodčí: Mikko Kaukokari Sean MacFarlane Čároví: Daniel Hynek Jiří Ondráček |
| 33 | 33 | Střely                  | 22                                                                  | Rozhodčí: Mikko Kaukokari Sean MacFarlane Čároví: Daniel Hynek Jiří Ondráček |

### Finále
| 26. května 2024 20:20 | Švýcarsko | 0 : 2 (0:0, 0:0, 0:2) | Česko | O2 arena, Praha Návštěvnost: 17 413 |  |

| Report          |                 |          |                                                                                     |                                                                              |
| Leonardo Genoni | Leonardo Genoni | Brankáři | Lukáš Dostál                                                                        | Rozhodčí: Michael Campbell Mikael Holm Čároví: Nick Briganti Ludvig Lundgren |
|                 |                 | 0:1 0:2  | 49:13' Pastrňák (Kundrátek, Hájek) 59:41' Kämpf (Kubalík, Nečas, do prázdné branky) | Rozhodčí: Michael Campbell Mikael Holm Čároví: Nick Briganti Ludvig Lundgren |
| 4 min           | 4 min           | Tresty   | 4 min                                                                               | Rozhodčí: Michael Campbell Mikael Holm Čároví: Nick Briganti Ludvig Lundgren |
| 31              | 31              | Střely   | 32                                                                                  | Rozhodčí: Michael Campbell Mikael Holm Čároví: Nick Briganti Ludvig Lundgren |

## Konečné pořadí
| Poř.             | Tým            | Z  | V | VP | PP | P | GV | GI | +/− | B  | Soupiska | Konečný výsledek                                  |
| ---------------- | -------------- | -- | - | -- | -- | - | -- | -- | --- | -- | -------- | ------------------------------------------------- |
| Zlatá medaile    | Česko          | 10 | 7 | 1  | 2  | 0 | 36 | 17 | +19 | 25 | Soupiska | Šampioni                                          |
| Stříbrná medaile | Švýcarsko      | 10 | 6 | 2  | 0  | 2 | 32 | 18 | +14 | 22 | Soupiska | Finalisté                                         |
| Bronzová medaile | Švédsko        | 10 | 8 | 1  | 0  | 1 | 44 | 19 | +25 | 26 | Soupiska | Třetí místo                                       |
| 4.               | Kanada         | 10 | 6 | 2  | 1  | 1 | 42 | 28 | +14 | 23 | Soupiska | Čtvrté místo                                      |
|                  |                |    |   |    |    |   |    |    |     |    |          |                                                   |
| 5.               | USA            | 8  | 5 | 0  | 1  | 2 | 37 | 17 | +20 | 16 | Soupiska | Vyřazeni ve čtvrtfinále                           |
| 6.               | Německo        | 8  | 5 | 0  | 0  | 3 | 35 | 27 | +8  | 15 | Soupiska | Vyřazeni ve čtvrtfinále                           |
| 7.               | Slovensko      | 8  | 3 | 1  | 1  | 3 | 29 | 29 | 0   | 12 | Soupiska | Vyřazeni ve čtvrtfinále                           |
| 8.               | Finsko         | 8  | 3 | 0  | 2  | 3 | 22 | 16 | +6  | 11 | Soupiska | Vyřazeni ve čtvrtfinále                           |
|                  |                |    |   |    |    |   |    |    |     |    |          |                                                   |
| 9.               | Lotyšsko       | 7  | 1 | 3  | 0  | 3 | 19 | 29 | -10 | 9  | Soupiska | Vyřazeni ve skupinách                             |
| 10.              | Rakousko       | 7  | 2 | 0  | 1  | 4 | 21 | 29 | -6  | 7  | Soupiska | Vyřazeni ve skupinách                             |
| 11.              | Norsko         | 7  | 2 | 0  | 0  | 5 | 15 | 25 | -10 | 6  | Soupiska | Vyřazeni ve skupinách                             |
| 12.              | Kazachstán     | 7  | 2 | 0  | 0  | 5 | 12 | 31 | -19 | 6  | Soupiska | Vyřazeni ve skupinách                             |
| 13.              | Dánsko         | 7  | 2 | 0  | 0  | 5 | 15 | 29 | -14 | 6  | Soupiska | Vyřazeni ve skupinách                             |
| 14.              | Francie        | 7  | 1 | 0  | 1  | 5 | 13 | 26 | -10 | 4  | Soupiska | Vyřazeni ve skupinách                             |
|                  |                |    |   |    |    |   |    |    |     |    |          |                                                   |
| 15.              | Velká Británie | 7  | 1 | 0  | 0  | 6 | 12 | 30 | -18 | 3  | Soupiska | Mistrovství světa v ledním hokeji 2025 (Divize I) |
| 16.              | Polsko         | 7  | 0 | 0  | 1  | 6 | 11 | 29 | -18 | 1  | Soupiska | Mistrovství světa v ledním hokeji 2025 (Divize I) |

| Sestupují do 1. divize pro rok 2025: Velká Británie a Polsko                |
| Postupují z 1. divize do turnaje MS Elit pro rok 2025: Maďarsko a Slovinsko |

## Ocenění

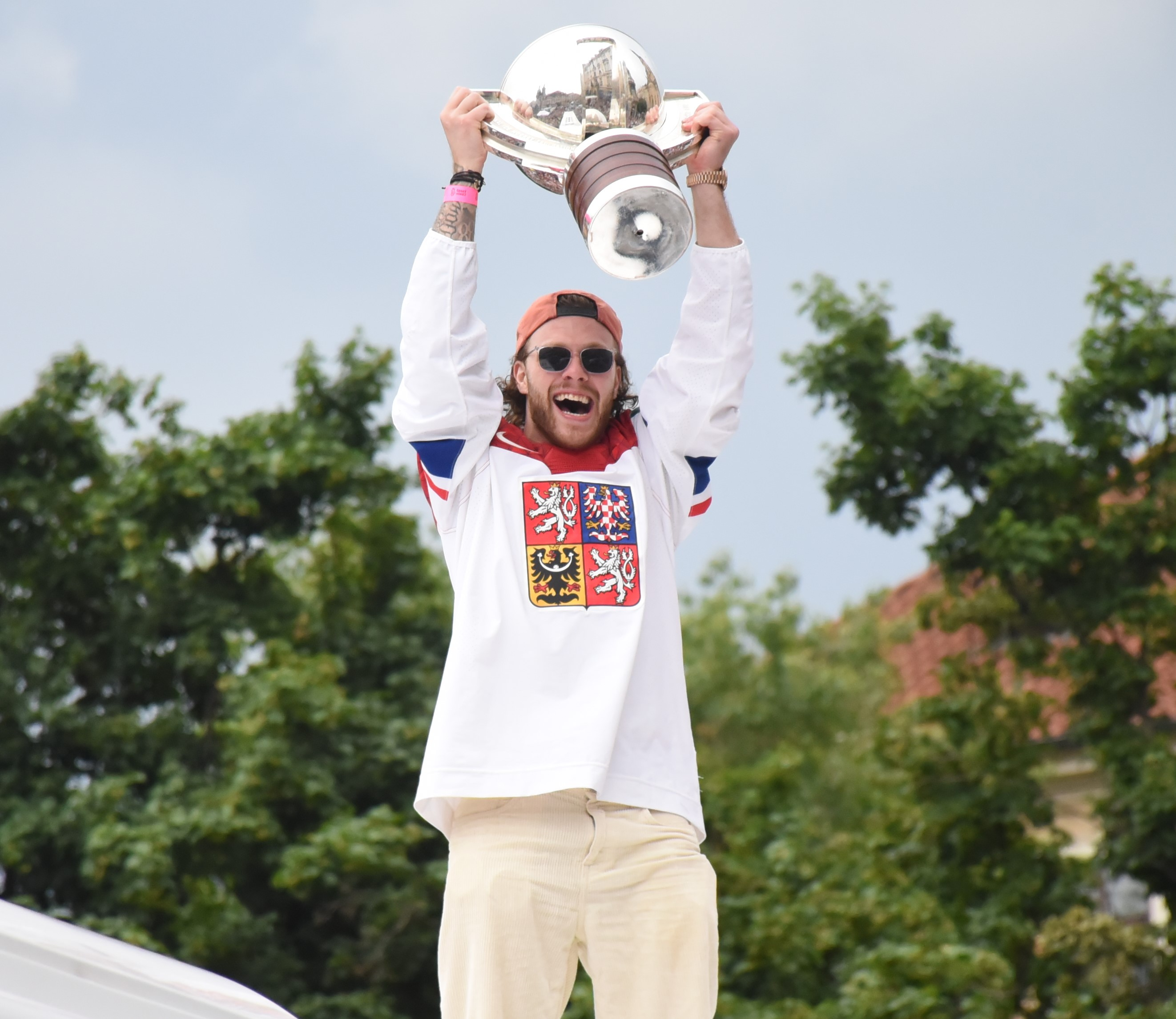
David Pastrňák, oslava titulu z MS 2024, Praha, Staroměstské náměstí

Jednotlivá ocenění byla oznámena poslední den šampionátu, 26. května 2024.

### Individuální ocenění
| Pozice  | Hráč         |
| ------- | ------------ |
| Brankář | Lukáš Dostál |
| Obránce | Roman Josi   |
| Útočník | Kevin Fiala  |

### All-star tým médií
| Pozice  | Hráč           |
| ------- | -------------- |
| Brankář | Lukáš Dostál   |
| Obránce | Roman Josi     |
| Obránce | Erik Karlsson  |
| Útočník | Kevin Fiala    |
| Útočník | Dylan Cozens   |
| Útočník | Roman Červenka |
| MVP     | Kevin Fiala    |